# Campionato mondiale di Formula 1 2018
Il campionato mondiale di Formula 1 2018 organizzato dalla FIA è stato, nella storia della categoria, il 69º ad assegnare il campionato piloti e il 61º ad assegnare il campionato costruttori. È iniziato il 25 marzo 2018 e si è concluso il 25 novembre, dopo ventuno gare, una in più della stagione precedente.

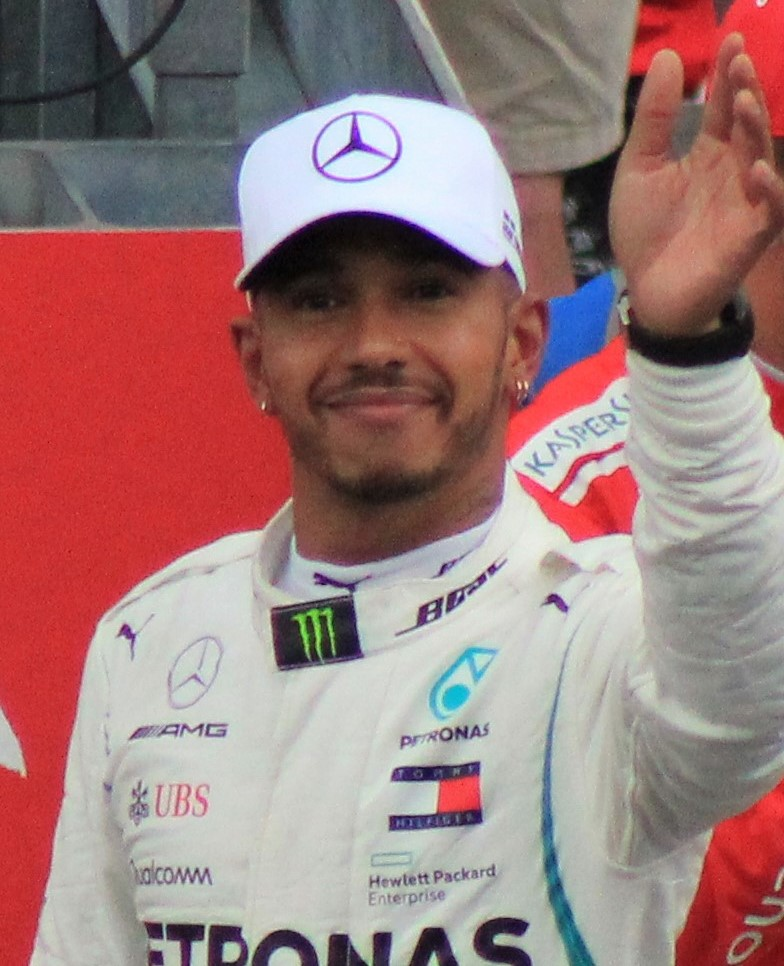
Lewis Hamilton si aggiudica per la quinta volta il Campionato mondiale di F1

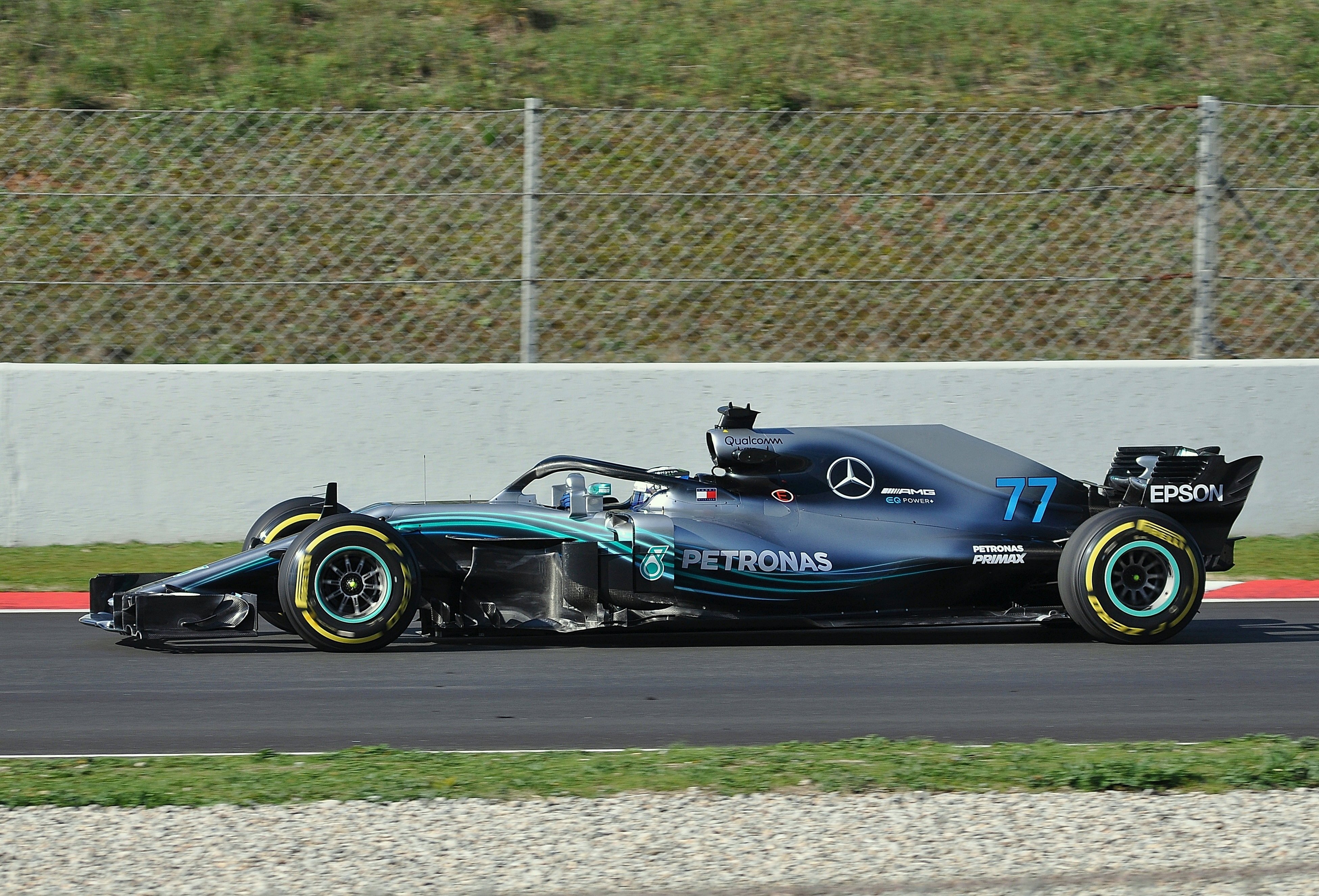
La Mercedes vince il suo quinto titolo costruttori di fila.

Il titolo piloti è stato vinto, per la quinta volta nella sua carriera, da Lewis Hamilton, mentre il titolo costruttori è stato vinto per la quinta volta consecutiva dalla Mercedes. Per la prima volta nella storia della competizione tutti i piloti partecipanti al campionato hanno disputato tutti i gran premi in calendario e, sempre per la prima volta, tutti i piloti partecipanti hanno ottenuto dei punti iridati.

## La pre-stagione

### Il calendario

In verde sono segnati i Paesi che nel 2018 hanno ospitato un Gran Premio di Formula 1, con sedi del circuito segnate con un punto nero. In grigio scuro sono quelli che li hanno ospitati in passato, gli ex circuiti ospitanti sono contrassegnati con un punto bianco.

Nel giugno 2017 viene pubblicata la prima bozza del calendario per la stagione. Sono previsti ventuno Gran Premi, anche se, sia il Gran Premio di Cina, sia quello di Singapore, sono ancora soggetti a conferma. L'inizio di stagione è previsto per il 25 marzo, in Australia, mentre la conclusione per il 25 novembre ad Abu Dhabi. La gara in Russia viene riportata in autunno, al fine di evitare la concomitanza con il mondiale di calcio disputato nel paese, quella d'Azerbaigian anticipata ad aprile. Vi sarebbe il rientro per i Gran Premi di Germania e Francia e vengono previsti tre weekend di gara di fila, tra il 24 giugno e l'8 luglio. A settembre viene prospettata l'ipotesi di invertire le date tra il Gran Premio di Cina e quello del Bahrein, al fine di evitare la concomitanza del Gran Premio cinese con la festività religiosa di Qingming.
Il calendario viene confermato definitivamente a dicembre 2017; le date della Cina e quella del Bahrein vengono invertite, come già atteso. Il 1º febbraio 2018 vengono confermati gli orari delle varie sessioni che compongono i weekend di gara: le sessioni di prova vengono spostate di un'ora e la partenza delle gare non è più all'ora esatta ma, per invogliare gli ascolti anche sul pre-gara, è posticipata di dieci minuti. I Gran Premi europei, sempre per aumentare gli spettatori, subiscono inoltre un ulteriore rinvio di un'ora, iniziando quindi 70 minuti più tardi, a eccezione di quello di Francia (rinviato di due ore e dieci) e di Russia (anticipato di 50 minuti).
| Gara | Nome ufficiale del Gran Premio          | Circuito                         | Sede              | Data         | Ora    | Ora   | Ora   | Pneumatici disponibili | Diretta TV               |
| Gara | Nome ufficiale del Gran Premio          | Circuito                         | Sede              | Data         | Locale | UTC   | ITA   | Pneumatici disponibili | Diretta TV               |
| ---- | --------------------------------------- | -------------------------------- | ----------------- | ------------ | ------ | ----- | ----- | ---------------------- | ------------------------ |
| 1    | Rolex Australian Grand Prix             | Albert Park Circuit              | Melbourne         | 25 marzo     | 16:10  | 05:10 | 07:10 | -                      | Sky Sport F1             |
| 2    | Gulf Air Bahrain Grand Prix             | Bahrain International Circuit    | Manama            | 8 aprile     | 18:10  | 15:10 | 17:10 | -                      | Sky Sport F1             |
| 3    | Heineken Chinese Grand Prix             | Shanghai International Circuit   | Shanghai          | 15 aprile    | 14:10  | 06:10 | 08:10 | -                      | Sky Sport F1             |
| 4    | Azerbaijan Grand Prix                   | Circuito di Baku                 | Baku              | 29 aprile    | 16:10  | 12:10 | 14:10 | -                      | Sky Sport F1             |
| 5    | Gran Premio de España Emirates          | Circuito di Barcellona-Catalogna | Montmeló          | 13 maggio    | 15:10  | 13:10 | 15:10 | -                      | Sky Sport F1             |
| 6    | Grand Prix de Monaco                    | Circuito di Monte Carlo          | Monaco            | 27 maggio    | 15:10  | 13:10 | 15:10 | -                      | Sky Sport F1             |
| 7    | Grand Prix Heineken du Canada           | Circuit Gilles Villeneuve        | Montréal          | 10 giugno    | 14:10  | 18:10 | 20:10 | -                      | Sky Sport F1             |
| 8    | Pirelli Grand Prix de France            | Circuit Paul Ricard              | Le Castellet      | 24 giugno    | 16:10  | 14:10 | 16:10 | -                      | Sky Sport F1             |
| 9    | Eyetime Großer Preis von Österreich     | Red Bull Ring                    | Spielberg         | 1º luglio    | 15:10  | 13:10 | 15:10 | -                      | Sky Sport F1             |
| 10   | Rolex British Grand Prix                | Silverstone Circuit              | Silverstone       | 8 luglio     | 14:10  | 13:10 | 15:10 | -                      | Sky Sport F1             |
| 11   | Emirates Großer Preis von Deutschland   | Hockenheimring                   | Hockenheim        | 22 luglio    | 15:10  | 13:10 | 15:10 | -                      | Sky Sport F1             |
| 12   | Rolex Magyar Nagydíj                    | Hungaroring                      | Mogyoród          | 29 luglio    | 15:10  | 13:10 | 15:10 | -                      | Sky Sport F1             |
| 13   | Johnnie Walker Belgian Grand Prix       | Circuito di Spa-Francorchamps    | Stavelot          | 26 agosto    | 15:10  | 13:10 | 15:10 | -                      | Sky Sport F1             |
| 14   | Gran Premio Heineken d'Italia           | Autodromo nazionale di Monza     | Monza             | 2 settembre  | 15:10  | 13:10 | 15:10 | -                      | Sky Sport F1, TV8, Rai 1 |
| 15   | Singapore Airlines Singapore Grand Prix | Singapore Street Circuit         | Singapore         | 16 settembre | 20:10  | 12:10 | 14:10 | -                      | Sky Sport F1             |
| 16   | VTB Russian Grand Prix                  | Sochi Autodrom                   | Soči              | 30 settembre | 14:10  | 11:10 | 13:10 | -                      | Sky Sport F1             |
| 17   | Honda Japanese Grand Prix               | Circuito di Suzuka               | Suzuka            | 7 ottobre    | 14:10  | 05:10 | 07:10 | -                      | Sky Sport F1             |
| 18   | Pirelli United States Grand Prix        | Circuito delle Americhe          | Austin            | 21 ottobre   | 13:10  | 18:10 | 20:10 | -                      | Sky Sport F1, TV8        |
| 19   | Gran Premio de México                   | Autodromo Hermanos Rodríguez     | Città del Messico | 28 ottobre   | 13:10  | 19:10 | 20:10 | -                      | Sky Sport F1, TV8        |
| 20   | Grande Prêmio Heineken do Brasil        | Autódromo José Carlos Pace       | San Paolo         | 11 novembre  | 15:10  | 17:10 | 18:10 | -                      | Sky Sport F1, TV8        |
| 21   | Etihad Airways Abu Dhabi Grand Prix     | Yas Marina Circuit               | Abu Dhabi         | 25 novembre  | 17:10  | 13:10 | 14:10 | -                      | Sky Sport F1, TV8        |

### La presentazione delle vetture
| Costruttore                                                 | Telaio        | Data presentazione | Luogo presentazione                                                       |
| ----------------------------------------------------------- | ------------- | ------------------ | ------------------------------------------------------------------------- |
| Haas F1 Team                                                | VF-18         | 14 febbraio        | Sito web Haas F1 Team                                                     |
| Williams Martini Racing                                     | FW41          | 15 febbraio        | Londra                                                                    |
| Aston Martin Red Bull Racing                                | RB14          | 19 febbraio        | Sito web Red Bull Racing                                                  |
| Alfa Romeo Sauber F1 Team                                   | C37           | 20 febbraio        | Sito web Sauber F1 Team                                                   |
| Renault Sport Formula One Team                              | R.S.18        | 20 febbraio        | Sito web Renault F1                                                       |
| Mercedes AMG Petronas Motorsport                            | W09 EQ Power+ | 22 febbraio        | Circuito di Silverstone                                                   |
| Scuderia Ferrari                                            | SF71H         | 22 febbraio        | Stabilimento di Maranello, presentazione in streaming su sito web Ferrari |
| McLaren F1 Team                                             | MCL33         | 23 febbraio        | Circuito di Navarra, presentazione in streaming su canale YouTube McLaren |
| Red Bull Toro Rosso Honda                                   | STR13         | 26 febbraio        | Circuito di Catalogna                                                     |
| Sahara Force India F1 Team Racing Point Force India F1 Team | VJM11         | 26 febbraio        | Circuito di Catalogna                                                     |

### Test
La FIA conferma le due sessioni test pre stagionali da quattro giorni l'una, da disputarsi entrambe sul circuito di Catalogna, la prima dal 26 febbraio al 1º marzo, la seconda dal 6 al 9 marzo. I test interstagionali invece si effettueranno al circuito di Catalogna tra il 15 e 16 maggio, e all'Hungaroring tra il 31 luglio e 1º agosto, il martedì e il mercoledì successivi ai rispettivi gran premi.

### Accordi e fornitori

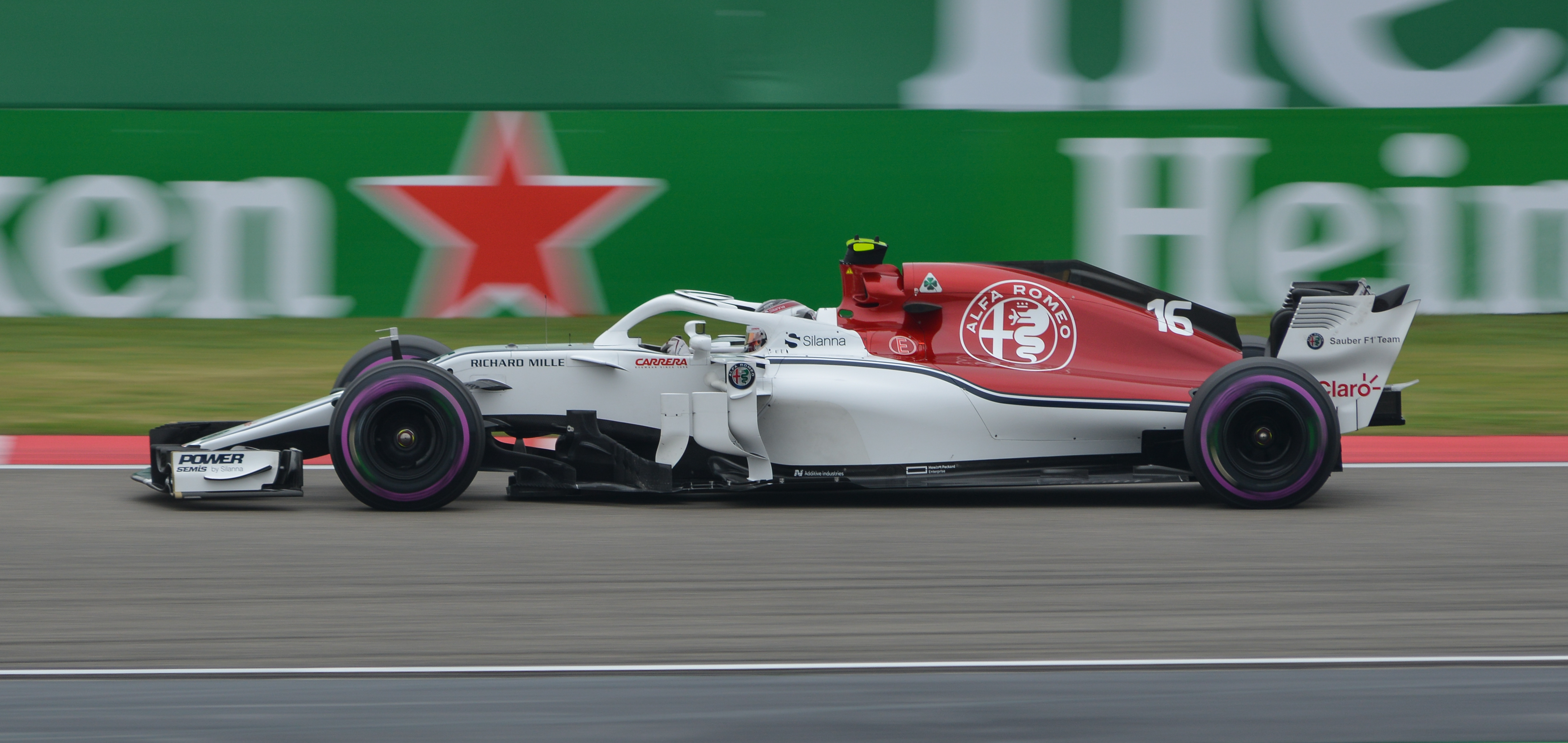
L'Alfa Romeo diventa lo sponsor principale della scuderia svizzera Sauber

A novembre 2017 la Sauber stabilisce una collaborazione con l'Alfa Romeo: la casa italiana diventa sponsor principale della scuderia elvetica, non fornendo però i motori alla scuderia. Difatti la scuderia elvetica nel corso del 2017 aveva annunciato che dal 2018 avrebbe adottato i propulsori della Honda, in luogo dei Ferrari. Tuttavia Sauber e Honda non hanno trovato l'accordo definitivo per la fornitura. Pertanto la Sauber continua così a utilizzare i motori della Ferrari, potendo però fare affidamento all'ultima evoluzione, a differenza della passata stagione, dove potevano sfruttare solo i propulsori dell'anno precedente.
La McLaren decide di non proseguire il rapporto di collaborazione con il motorista Honda. Al posto del motorista giapponese, la scuderia britannica trova un accordo triennale con la Renault, che mai aveva motorizzato la McLaren. Così la casa nipponica passa a motorizzare da quest'anno la Scuderia Toro Rosso, che nella stagione 2017 è stata spinta proprio dalla power unit della Renault. L'accordo è triennale.
Il Banco Santander termina il suo contratto di sponsorizzazione con la Scuderia Ferrari, mentre la Red Bull Racing si accorda con l'Aston Martin, che diventa il nuovo sponsor principale della scuderia angloaustriaca.
La compagnia aerea Emirates diventa sponsor del Gran Premio di Spagna e di Germania. La Eyetime, un'applicazione per telefoni cellulari, supporta invece il Gran Premio d'Austria, mentre la Rolex appoggia il Gran Premio d'Ungheria. Johnnie Walker, marca scozzese di whisky, diventa sponsor del Gran Premio del Belgio. La Honda sostiene il Gran Premio del Giappone, corso sul circuito di Suzuka, di sua proprietà. La Pirelli, invece, sponsorizza il Gran Premio di Francia e degli Stati Uniti.

## Scuderie e piloti

### Scuderie

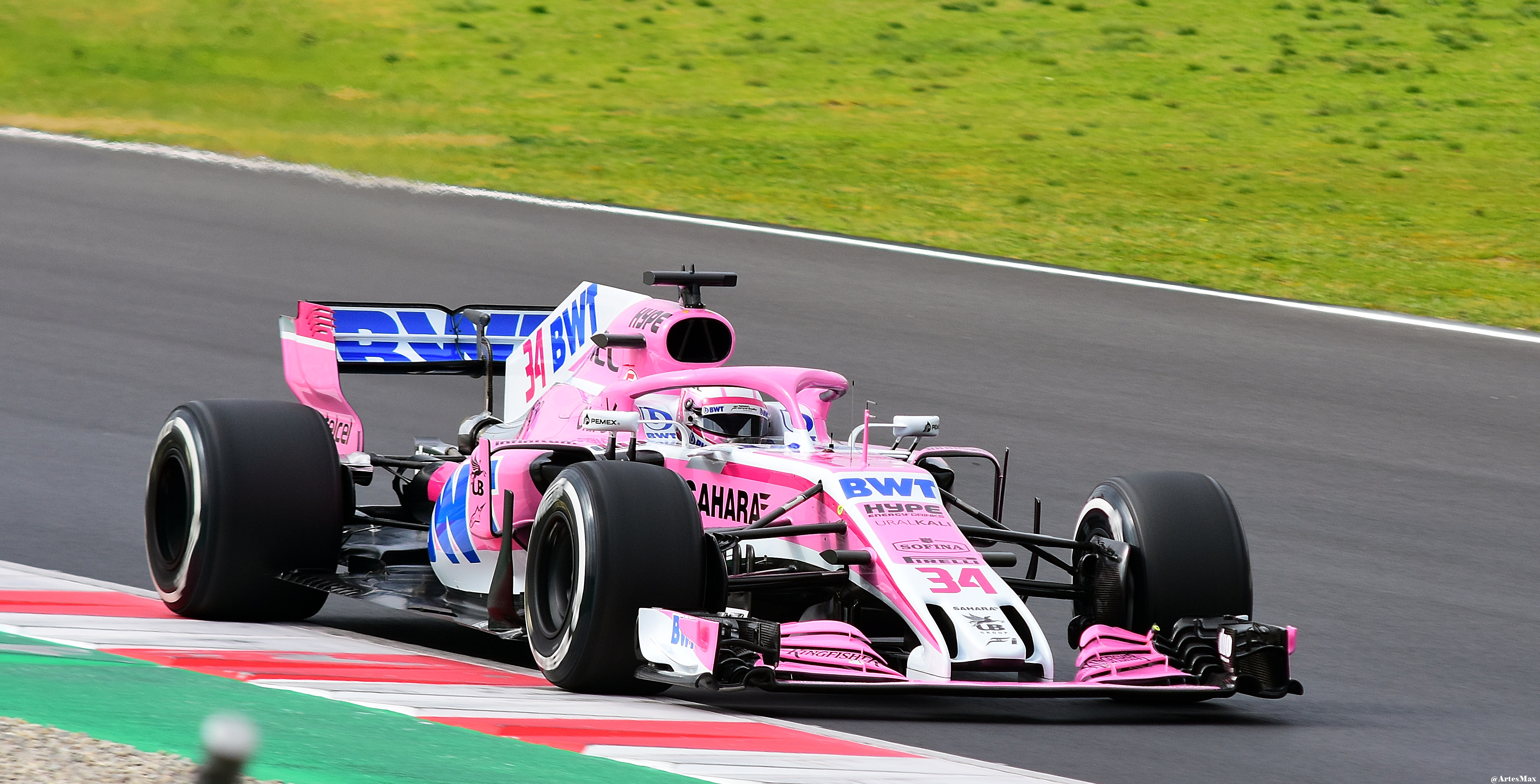
La scuderia Force India viene ceduta a un nuovo gruppo di proprietari, nel corso della stagione. Costretta al cambio di denominazione, perde tutti i punti conquistati prima del Gran Premio del Belgio.

La scuderia Force India aveva deciso di modificare la sua denominazione in Force One a partire dalla stagione 2018, con anche un previsto cambio di licenza a quella britannica britannica. Il cambiamento non è stato però ratificato, in quanto Force One sarebbe troppo simile a Formula One, ovvero il nome della competizione. Nonostante Otmar Szafnauer, direttore sportivo della scuderia, avesse confermato il prosieguo delle procedure per un nuovo nome, questo non è stato presentato assieme alla nuova vettura, come pronosticato, e il team indiano è rimasto iscritto con il proprio nome tradizionale. 

Prima del Gran Premio d'Ungheria la scuderia viene messa in amministrazione controllata. Viene nominata la società FRP Advisory quale amministratore congiunto. La presenza della scuderia viene però confermata per questa gara. La scuderia viene, poco dopo, ceduta a un gruppo di investitori, che comprende anche Lawrence Stroll, padre del pilota della Williams, Lance Stroll. La presenza alla gara del Belgio della scuderia anglo-indiana è messa in dubbio da alcuni problemi legali che ancora non permettono di concludere il passaggio di proprietà. Manca ancora, infatti, l'accordo con un pool di banche indiane che facevano da finanziatrici alla vecchia proprietà: ciò non consentirebbe alla nuova proprietà di acquisire il titolo sportivo per partecipare al gran premio. La FIA decide così di escludere la Sahara Force India dal campionato, in forza dell'articolo 8.2 del regolamento sportivo. Il team, da questo momento, partecipa al campionato con il nome di Racing Point Force India F1 Team, ma perde tutti i punti conquistati con la vecchia denominazione.

### Piloti
La Mercedes, la Ferrari, la Red Bull, la Force India, la Renault, la Haas e la McLaren, riconfermano i loro piloti.

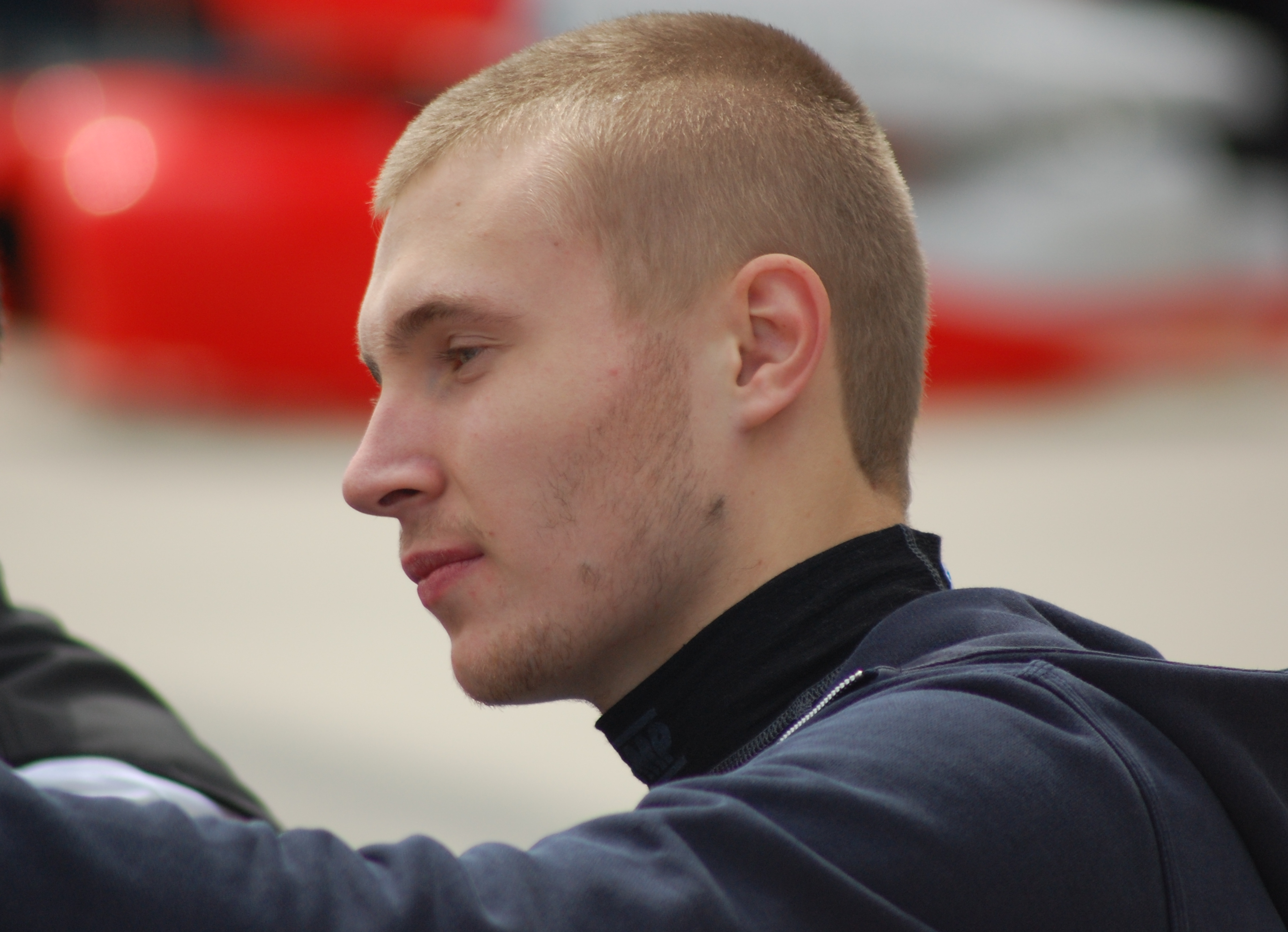
Sergej Sirotkin fa il suo esordio nel mondiale di F1, quale pilota titolare, ingaggiato dalla Williams

La Toro Rosso conferma Pierre Gasly e Brendon Hartley come piloti ufficiali in seguito all'esordio nell'anno precedente a stagione in corso. Prima del Gran Premio del Brasile 2017, la McLaren annuncia che Lando Norris, vincitore della F3 europea, sarà tester e pilota di riserva per la stagione 2018, al posto di Jenson Button. La McLaren ingaggia anche, come pilota al simulatore, Rudy van Buren; l'olandese ha vinto un concorso organizzato dalla scuderia britannica e dalla EA Sports su un videogioco di simulazione di guida di Formula 1. La Scuderia Ferrari ingaggia, come pilota per lo sviluppo, il russo Daniil Kvjat, in uscita dalla Scuderia Toro Rosso.
La Sauber il 2 dicembre 2017 ha ufficializzato, per bocca di Sergio Marchionne, CEO di FCA, la line-up dei piloti titolari, ovvero Charles Leclerc, esordiente in Formula 1 e vincitore della FIA Formula 2 nel 2017, e Marcus Ericsson, alla sua quarta stagione con il team. Leclerc correrà con il numero 16, che non si vedeva in una gara di F1 dal Gran Premio del Brasile 2013, usato dall'allora pilota della Williams, Pastor Maldonado. Leclerc è il primo pilota monegasco a correre in F1 dal 1994, quando Olivier Beretta disputò nove gare. L'ex pilota della Sauber, Pascal Wehrlein, resta collaudatore della Mercedes.
La Williams annuncia il 16 gennaio l'ingaggio del pilota russo Sergej Sirotkin, Esordiente che finora aveva partecipato, per sette volte, alle prove libere del venerdì, prima con la Sauber nel 2014, poi con la Renault tra il 2016 e il 2017, che, insieme a Lance Stroll, forma la coppia di piloti più giovane del circus; terzo pilota: il rientrante Robert Kubica, che aveva anche effettuato dei test, sia per la Renault sia per la Williams, nel 2017.
Sirotkin invece sceglie, quale numero di gara, il 35. Tale numero manca in una gara di Formula 1 dal Gran Premio di San Marino 1991, utilizzato dall'allora pilota del Modena Team, Eric van de Poele.
Durante la stagione nessun team effettuò alcuna sostituzione o scambio di piloti, cosa che non accadeva dal 2008.

### Tabella riassuntiva
I piloti e le scuderie che affrontano la stagione 2018 di Formula 1 sono:
| Scuderia                         | Costruttore               | Telaio        | Power unit | Gomme | Nº | Piloti            | Sigla | GP    | Terzo pilota / pilota di riserva                 |
| -------------------------------- | ------------------------- | ------------- | ---------- | ----- | -- | ----------------- | ----- | ----- | ------------------------------------------------ |
| Mercedes AMG Petronas Motorsport | Mercedes                  | W09 EQ Power+ | Mercedes   | P     | 44 | Lewis Hamilton    | HAM   | Tutti | Pascal Wehrlein George Russell Esteban Gutiérrez |
| Mercedes AMG Petronas Motorsport | Mercedes                  | W09 EQ Power+ | Mercedes   | P     | 77 | Valtteri Bottas   | BOT   | Tutti | Pascal Wehrlein George Russell Esteban Gutiérrez |
| Scuderia Ferrari                 | Ferrari                   | SF71H         | Ferrari    | P     | 5  | Sebastian Vettel  | VET   | Tutti | Antonio Giovinazzi Daniil Kvjat                  |
| Scuderia Ferrari                 | Ferrari                   | SF71H         | Ferrari    | P     | 7  | Kimi Räikkönen    | RAI   | Tutti | Antonio Giovinazzi Daniil Kvjat                  |
| Aston Martin Red Bull Racing     | Red Bull Racing-TAG Heuer | RB14          | Renault    | P     | 3  | Daniel Ricciardo  | RIC   | Tutti | Sébastien Buemi Dan Ticktum Jake Dennis          |
| Aston Martin Red Bull Racing     | Red Bull Racing-TAG Heuer | RB14          | Renault    | P     | 33 | Max Verstappen    | VER   | Tutti | Sébastien Buemi Dan Ticktum Jake Dennis          |
| Sahara Force India F1 Team       | Force India-Mercedes      | VJM11         | Mercedes   | P     | 11 | Sergio Pérez      | PER   | 1-12  | Nicholas Latifi Nikita Mazepin                   |
| Sahara Force India F1 Team       | Force India-Mercedes      | VJM11         | Mercedes   | P     | 31 | Esteban Ocon      | OCO   | 1-12  | Nicholas Latifi Nikita Mazepin                   |
| Racing Point Force India F1 Team | Force India-Mercedes      | VJM11         | Mercedes   | P     | 11 | Sergio Pérez      | PER   | 13-21 | Nicholas Latifi Nikita Mazepin                   |
| Racing Point Force India F1 Team | Force India-Mercedes      | VJM11         | Mercedes   | P     | 31 | Esteban Ocon      | OCO   | 13-21 | Nicholas Latifi Nikita Mazepin                   |
| Williams Martini Racing          | Williams-Mercedes         | FW41          | Mercedes   | P     | 18 | Lance Stroll      | STR   | Tutti | Robert Kubica Oliver Rowland                     |
| Williams Martini Racing          | Williams-Mercedes         | FW41          | Mercedes   | P     | 35 | Sergej Sirotkin   | SIR   | Tutti | Robert Kubica Oliver Rowland                     |
| Renault Sport Formula One Team   | Renault                   | R.S.18        | Renault    | P     | 27 | Nico Hülkenberg   | HUL   | Tutti | Jack Aitken Artëm Markelov                       |
| Renault Sport Formula One Team   | Renault                   | R.S.18        | Renault    | P     | 55 | Carlos Sainz Jr.  | SAI   | Tutti | Jack Aitken Artëm Markelov                       |
| Red Bull Toro Rosso Honda        | Scuderia Toro Rosso-Honda | STR13         | Honda      | P     | 28 | Brendon Hartley   | HAR   | Tutti | Sean Gelael                                      |
| Red Bull Toro Rosso Honda        | Scuderia Toro Rosso-Honda | STR13         | Honda      | P     | 10 | Pierre Gasly      | GAS   | Tutti | Sean Gelael                                      |
| Haas F1 Team                     | Haas-Ferrari              | VF-18         | Ferrari    | P     | 8  | Romain Grosjean   | GRO   | Tutti | Santino Ferrucci Arjun Maini                     |
| Haas F1 Team                     | Haas-Ferrari              | VF-18         | Ferrari    | P     | 20 | Kevin Magnussen   | MAG   | Tutti | Santino Ferrucci Arjun Maini                     |
| McLaren F1 Team                  | McLaren-Renault           | MCL33         | Renault    | P     | 14 | Fernando Alonso   | ALO   | Tutti | Lando Norris Oliver Turvey Rudy van Buren        |
| McLaren F1 Team                  | McLaren-Renault           | MCL33         | Renault    | P     | 2  | Stoffel Vandoorne | VAN   | Tutti | Lando Norris Oliver Turvey Rudy van Buren        |
| Alfa Romeo Sauber F1 Team        | Sauber-Ferrari            | C37           | Ferrari    | P     | 9  | Marcus Ericsson   | ERI   | Tutti | Antonio Giovinazzi Tatiana Calderón              |
| Alfa Romeo Sauber F1 Team        | Sauber-Ferrari            | C37           | Ferrari    | P     | 16 | Charles Leclerc   | LEC   | Tutti | Antonio Giovinazzi Tatiana Calderón              |

## Circuiti e gare
L'edizione 2017 del Gran Premio della Malesia è stata l'ultima in programma nel calendario iridato. Il contratto tra gli organizzatori della gara e quelli del mondiale sarebbe scaduto dopo l'edizione 2018, ma le parti hanno deciso di chiudere il rapporto in anticipo. Vengono prolungati, rispettivamente fino al 2020 e 2021, i contratti che legano la Formula 1 con gli organizzatori dei Gran Premi di Cina e Singapore. La tenuta di entrambe le gare, nel calendario iridato, era stata messa in dubbio nei mesi precedenti.
I gran premi di Francia e Germania rientrano nel calendario iridato. Il primo mancava dal mondiale dalla stagione 2008 e in questa edizione è stato previsto sul circuito Paul Ricard di Le Castellet. Tale tracciato ha ospitato già in quattordici occasioni il mondiale di F1, tra il 1971 e il 1990. L'annuncio era stato già anticipato nel 2016. Il Gran Premio di Germania rientra, invece, dopo un anno di assenza.
Gli organizzatori del Gran Premio del Messico sono stati premiati dal Formula One Group con il Race Promoters' Trophy per il 2018, quale gara meglio organizzata nella stagione. È la quinta volta, nella storia, e quarta consecutiva, che la gara messicana viene premiata.

## Riprese televisive
Per il triennio 2018-2020, Sky si aggiudica l'esclusiva per la trasmissione dei Gran Premi in Italia, con l'uscita di scena della Rai; cinque sono stati trasmessi in diretta anche su TV8. La Rai ha comunque trasmesso, in accordo con Sky, solamente il Gran Premio d'Italia.
Inoltre, dal 2018 Liberty Media, la società proprietaria della F1, ha deciso di abolire le ombrelline (che erano presenti da decenni in F1), ovvero le ragazze che reggevano i cartelli con i numeri dei piloti sulla griglia di partenza, per lasciare il posto ai grid kids, ovvero dei giovani ragazzi che praticano o sono coinvolti in sport motoristici. La decisione ha suscitato molte critiche e polemiche.

## Modifiche al regolamento

### Regolamento tecnico

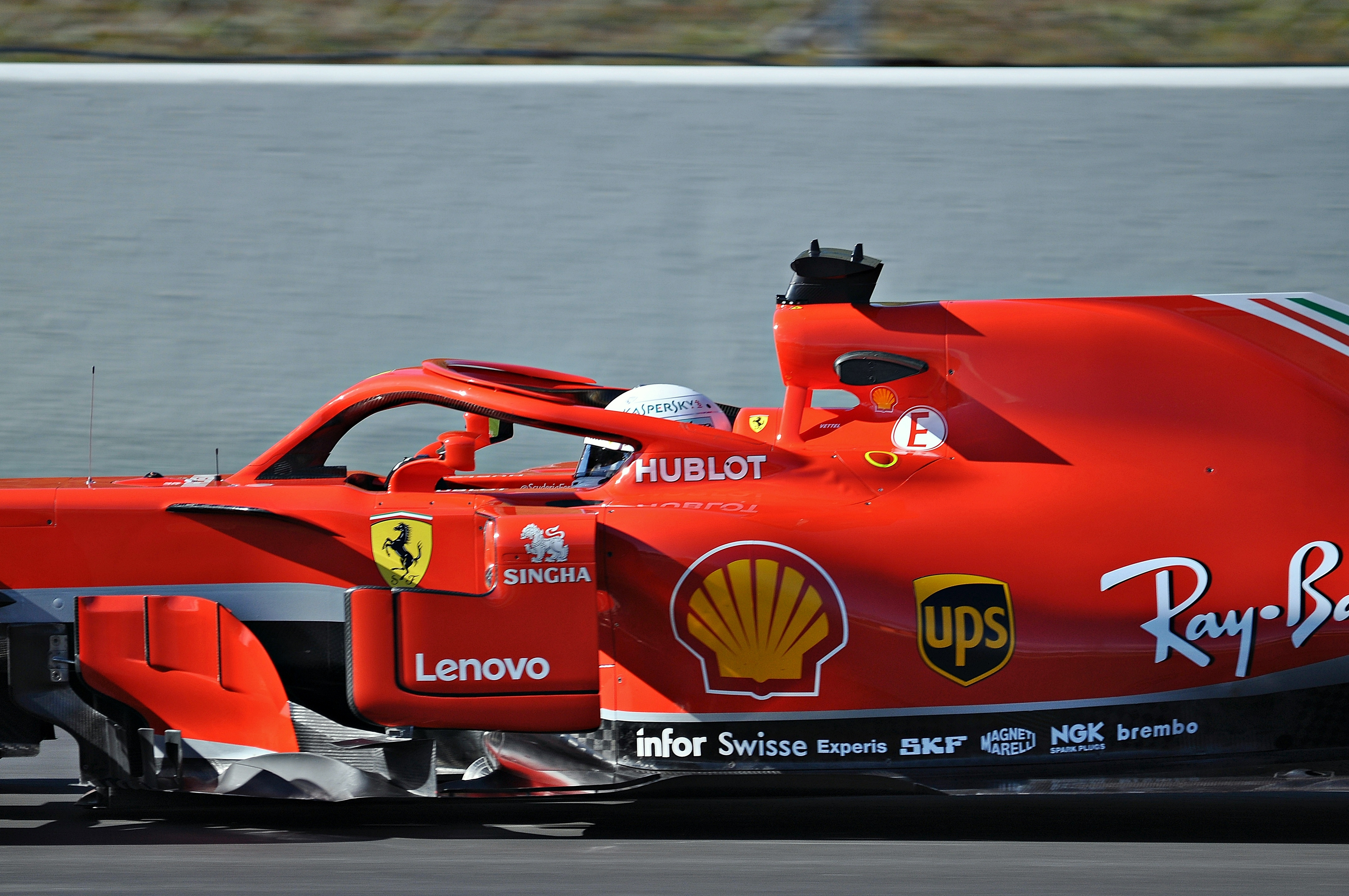
Da questa stagione esordisce sulle monoposto il dispositivo denominato Halo, per la protezione della testa del pilota

La quantità di unità motrici utilizzabili nel corso della stagione, nonostante proteste in merito all'applicazione della regola, scende a tre per il motore a combustione interna (ICE), il propulsore termico (MGU-H) e i turbocompressori mentre a due per il propulsore cinetico (MGU-K), batterie ed elettronica di controllo. Inoltre, al fine di tutelare le scuderie clienti, la FIA impone per via preventiva ai costruttori che tutte le unità motrici vendute alle altre squadre siano identiche nella costruzione e nei settaggi a quelle proprietarie così da garantire le stesse prestazioni.
Viene vietato l'uso delle T-wing e delle shark fin, ossia le appendici aerodinamiche montate sui cofani delle vetture per indirizzare meglio i flussi d'aria verso l'alettone posteriore, e anche del monkey seat, il piccolo profilo che veniva montato sotto l'alettone posteriore.
Anche il consumo d'olio del motore viene limitato da 1,2 a 0,6 litri ogni cento chilometri in seguito alle polemiche sull'utilizzo del lubrificante come combustibile assieme al normale carburante per aumentare le prestazioni delle vetture.
Introdotto il già conosciuto sistema Halo come prevenzione degli incidenti ai piloti; alle varie scuderie è permesso, in minima parte, di variare il profilo della roll-bar per influenzare l'aerodinamica delle vetture. Nel corso della passata stagione fu testato lo Shield, un cupolino-parabrezza protettivo. Provato da Sebastian Vettel durante le prove libere del Gran Premio di Gran Bretagna 2017, fu seccamente stroncato poiché influiva pesantemente sulla visione dei piloti, e subito accantonato. A causa dell'introduzione dell'Halo, il peso minimo delle vetture aumenta da 728 a 734 kg.

### Gomme
Pirelli svela durante la precedente stagione l'intenzione di volere portare una gomma ancora più morbida della Ultrasoft nel mondiale, caratterizzata da una banda rosa, aprendo un sondaggio in cui si sarebbe dovuto votare il nome della nuova mescola. Al Gran Premio di Abu Dhabi 2017, Pirelli presenta il nome della nuova mescola più morbida, battezzata Hypersoft dal sondaggio, oltre a una nuova mescola che sarebbe stata la più dura disponibile, la Superhard: Pirelli si aspetta che, con una gamma di mescole così ampia, venga a valorizzarsi lo spettacolo e le strategie in gara.
| Nome mescola              | Colore       | Colore | Battistrada | Condizioni               | Aderenza | Durata  |
| ------------------------- | ------------ | ------ | ----------- | ------------------------ | -------- | ------- |
| Iper morbide (Hypersoft)  | Rosa         |        | Liscio      | Da asciutto              | Elevata  | Ridotta |
| Ultra morbide (Ultrasoft) | Viola        |        | Liscio      | Da asciutto              | Cospicua | Breve   |
| Super morbide (Supersoft) | Rosso        |        | Liscio      | Da asciutto              | Alta     | Bassa   |
| Morbide (Soft)            | Giallo       |        | Liscio      | Da asciutto              | Discreta | Modesta |
| Medie (Medium)            | Bianco       |        | Liscio      | Da asciutto              | Media    | Media   |
| Dure (Hard)               | Blu ghiaccio |        | Liscio      | Da asciutto              | Bassa    | Lunga   |
| Super dure (Superhard)    | Arancione    |        | Liscio      | Da asciutto              | Ridotta  | Elevata |
| Intermedie (Intermediate) | Verde        |        | Scanalato   | Da bagnato lieve o medio | N.D.     | N.D.    |
| Da bagnato (Wet)          | Blu          |        | Scanalato   | Da bagnato cospicuo      | N.D.     | N.D.    |

### Regolamento sportivo
In seguito ai casi degli scorsi gran premi di Cina (dove Vettel non si allineò correttamente alla piazzola, impedendo ai sensori sotto l'asfalto un corretto rilevamento) e Austria (dove Bottas, nonostante i suddetti sensori non segnalarono nulla di anomalo, partì quasi perfettamente allo spegnersi delle luci semaforiche rosse - sollevando anche polemiche su una possibile falsa partenza del finnico), viene dato ai giudici di gara il potere di infliggere penalità ai piloti per una partenza giudicata in qualche modo poco corretta, qualora i giudici lo ritengano giusto e necessario.
I piloti hanno avuto l'obbligo di indossare guanti contenenti sensori biometrici, così da essere tenuti costantemente sotto controllo e permettere un migliore soccorso nei loro confronti in caso di incidente.

## Riassunto della stagione

### Gran Premio d'Australia

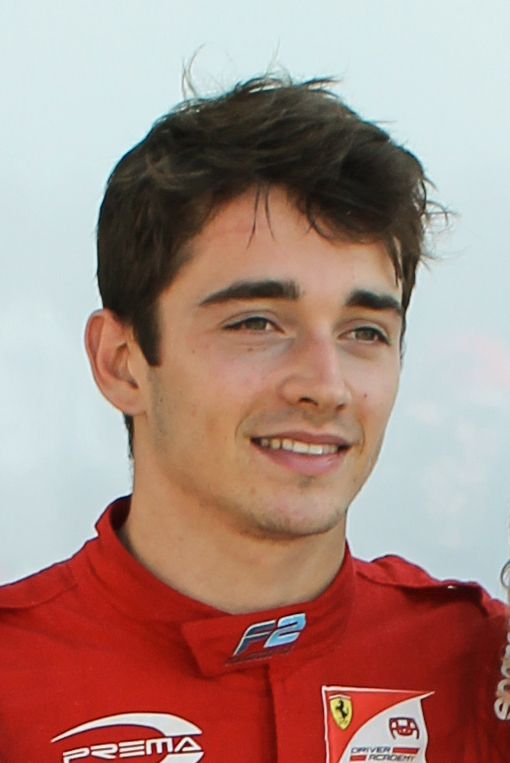
Il campione della FIA Formula 2 Charles Leclerc esordisce nella categoria al Gran Premio d'Australia

Al via Lewis Hamilton resiste a Kimi Räikkönen, mantenendo la testa della gara. Terzo è Sebastian Vettel, mentre Max Verstappen cede la quarta posizione a Kevin Magnussen. Seguono Romain Grosjean, Nico Hülkenberg, Daniel Ricciardo e Carlos Sainz Jr.. Tutti optano per gomme Ultrasoft, a eccezione di Red Bull, Williams e Sauber, che optano per le Supersoft.
Al quinto giro Ricciardo sorprende Hülkenberg, cogliendo il settimo posto. Al nono passaggio Verstappen va in testacoda alla prima curva; l'olandese riprende la gara, ma cede tre posizioni. La classifica resta invariata, almeno nelle posizioni di testa, fino al giro 18, quando Räikkönen, che stava mettendo pressione a Hamilton, effettua il cambio gomme. Il britannico effettua la sosta il giro dopo; Vettel si trova così al comando. Verstappen sceglie il giro 21 per la sosta, mentre Sainz va lungo, e viene passato da Alonso. Subito dopo il pilota della Renault va ai box. Un giro dopo è il turno di Magnussen ma, a causa di un errore ai box, viene fissata male la gomma posteriore sinistra. Il danese è costretto al ritiro.
Al giro 24, alla sosta dell'altro pilota della Haas, Romain Grosjean, succede nuovamente un problema con il fissaggio di una ruota. Il francese si ferma lungo la pista. La direzione di gara decide per il regime di virtual safety car. Ne approfitta Vettel che va al suo cambio gomme, e riesce a rientrare in pista poco prima che sopraggiunga Hamilton. Il tedesco si trova così in testa alla gara, a parità di soste, con il britannico. La direzione di gara decide infine per l'entrata in pista della safety car vera e propria. Verstappen cede una posizione ad Alonso, dopo avere passato in regime di virtual safety car.
La gara riprende con Vettel primo, davanti a Hamilton, Räikkönen, Ricciardo, Alonso, Verstappen, Hülkenberg e Vandoorne. Verstappen, che nel testacoda ha rovinato il fondo della vettura, fa fatica a tenere il ritmo dei primi. Nei giri successivi Hamilton tenta di avvicinarsi a Vettel, mentre Räikkönen deve difendere la terza posizione da Ricciardo. Vettel e Hamilton sono distanti meno di un secondo, con il tedesco che però riesce a rispondere agli ottimi tempi fatti segnare dall'inglese.
Hamilton commette un piccolo errore nel finale di gara, dando così maggiore respiro a Vettel. Sainz comunica invece di avere dei problemi fisici. Negli ultimissimi giri, a causa di problemi alle gomme posteriori, Hamilton cede terreno e viene avvicinato da Räikkönen.
Sebastian Vettel vince così per la quarantottesima volta in carriera in F1, cogliendo anche il suo centesimo podio.

### Gran Premio del Bahrein
Al via Sebastian Vettel mantiene il comando, mentre Kimi Räikkönen viene scavalcato da Valtteri Bottas. Dietro Nico Hülkenberg spinge fuori Kevin Magnussen, che però resiste al quinto posto. Daniel Ricciardo è quarto, davanti a Pierre Gasly, Magnussen, Esteban Ocon, Hülkenberg, Fernando Alonso, Lewis Hamilton e Max Verstappen.
Al secondo giro Max Verstappen attacca Lewis Hamilton ma, per via di un contatto, subisce la foratura della gomma posteriore sinistra della sua RB14; l'olandese ritorna lentamente ai box per montare gomme supersoft, ma subito dopo è costretto al ritiro per la perdita di una gomma. La direzione di gara, intanto, decide per la Virtual Safety Car. Nel primo giro si era anche ritirato il suo compagno di team, Daniel Ricciardo, per un guasto al motore elettrico.
La classifica vede ancora il tedesco della Ferrari al comando, con Bottas e Räikkönen a seguire. Hamilton, dopo una partenza cauta, riesce a effettuare un triplo sorpasso al quarto giro, passando Alonso, Hülkenberg e Ocon, portandosi al sesto posto. Alla fine dell'undicesimo giro, dopo avere passato Magnussen e Gasly, il campione del mondo scala in quarta posizione.
Tra i giri 13 e 16 i team minori effettuano dei pit-stop, mentre al giro 18 la Ferrari ferma Sebastian Vettel, che monta gomme soft, che tenterà di portare fino alla fine del Gran Premio. All'uscita dai box si trova a otto secondi di ritardo da Hamilton. Davanti vi sono i due finnici Bottas e Räikkönen. Il ferrarista si ferma al giro 19. Al ventesimo passaggio Valtteri Bottas monta gomme nuove, medie, anch'egli per una strategia a un solo pit-stop. Al venteseiesimo giro Vettel recupera la testa della gara, passando Hamilton alla prima curva.
Lewis Hamilton attende il giro 35 per la sua sosta, rientrando in pista sempre quarto. Il giro seguente effettua la seconda sosta Räikkönen: il pilota finlandese parte prima che la gomma posteriore sinistra sia sostituita, a causa di un'errata indicazione, e travolge un meccanico, che rimane infortunato. Räikkönen è così costretto al ritiro.
Intanto, dopo il ritiro del pilota numero 7, la Scuderia Ferrari modifica la strategia di Vettel, per andare fino in fondo con le gomme soft, superando di molti giri il limite di utilizzo di tale gomma. Al giro 42 Hülkenberg passa Ericsson per il sesto posto. Due giri dopo lo svedese cede una posizione anche a Fernando Alonso. Davanti Valtteri Bottas incomincia una progressiva rimonta sulla prima posizione. Anche Lewis Hamilton cerca di scalare avanti, colmando sempre di più il gap con il compagno di squadra, senza però riuscire a impensierirlo, mentre il finlandese della Mercedes cerca di attaccare la prima posizione tenuta da Vettel.
Negli ultimi giri Bottas riesce a portare il suo distacco sotto il secondo rispetto al tedesco della Ferrari, in difficoltà a causa della gomma pesantemente usurata, ma, alla fine, dopo un accenno di sorpasso all'inizio dell'ultimo giro, non riesce a scavalcare il ferrarista, che va a vincere la quarantanovesima gara in carriera. La Ferrari torna a vincere le prime due gare delle stagione. Non accadeva dal 2004. Subito fuori dal podio Pierre Gasly con la Toro Rosso motorizzata Honda, che ottiene il suo miglior risultato in F1, oltre che il miglior risultato per la casa nipponica nell'era ibrida. A punti anche Magnussen, Nico Hülkenberg, Fernando Alonso, Stoffel Vandoorne, Marcus Ericsson (che porta i primi punti stagionali in casa Sauber), ed Esteban Ocon.

### Gran Premio di Cina

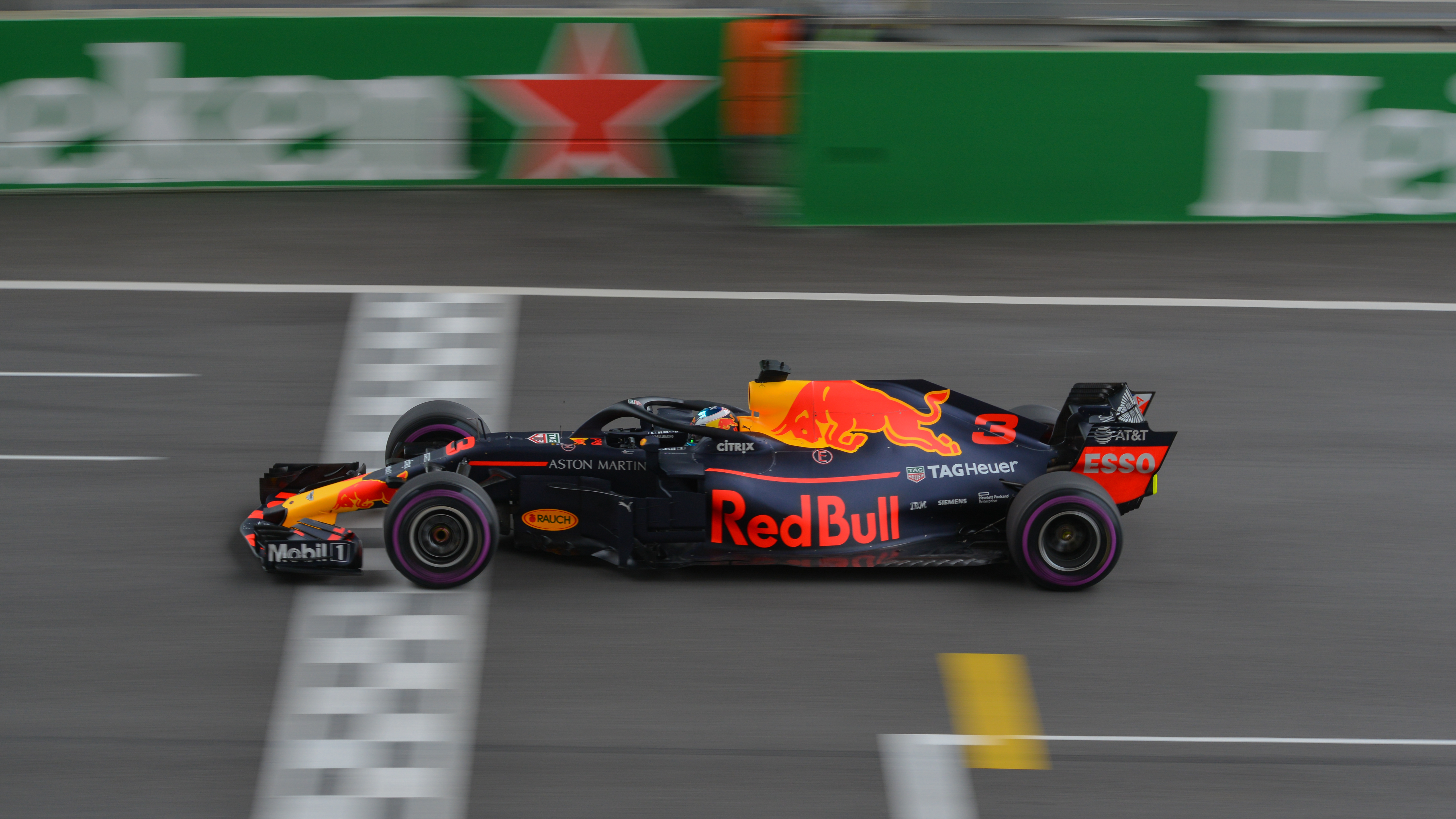
Daniel Ricciardo, qui impegnato nelle prove libere, si aggiudica il Gran Premio di Cina, la sua sesta vittoria nel mondiale di F1

In partenza Sebastian Vettel stringe su un lato Kimi Räikkönen, permettendo così a Valtteri Bottas di sfilare il suo compagno di team; anche Max Verstappen riesce a passare Räikkönen, che tiene dietro Lewis Hamilton. Seguono poi Daniel Ricciardo e le due Renault.
La classifica resta immutata per diversi giri, fino al dodicesimo passaggio, quando Carlos Sainz Jr. monta gomme medie, seguito, dopo un giro, dal suo compagno di team, Nico Hülkenberg. Le due Red Bull Racing attendono il diciassettesimo giro per il pit stop, che viene effettuato dalla due monoposto in sequenza: entrambi i piloti optano per le gomme medie. Il giro seguente tocca a Lewis Hamilton, che rientra in pista davanti a Kevin Magnussen: il danese, poco dopo, viene passato da Ricciardo. Valtteri Bottas effettua la sosta al giro 19, mentre attende il giro 20 Vettel. Una piccola imprecisione nel cambio gomme fa rientrare il tedesco dietro a Bottas.
Si porta al comando Kimi Räikkönen che però, a causa di gomme deteriorate, cede la testa a Bottas al giro 27; il ferrarista lascia passare anche Vettel, che così resta vicino alla testa della gara. Poco dopo Kimi Räikkönen effettua la sosta. Al trentesimo giro Brendon Hartley viene tamponato dal compagno di scuderia Pierre Gasly, al termine del lungo rettilineo. La presenza di molti detriti in pista costringe la direzione di gara a inviare in pista la Safety Car. La Red Bull decide di fare rientrare ai box le due vetture, per montare gomme soft. Alla ripartenza della gara Valtteri Bottas è sempre al comando, seguito da Sebastian Vettel, Lewis Hamilton, Max Verstappen, Kimi Räikkönen e Daniel Ricciardo.
Le vetture anglo-austriache sfruttano le gomme fresche, e sono autrici di una bella rimonta. Al giro 37 Ricciardo passa Kimi Räikkönen; poco dopo Hamilton resiste a Verstappen, che è costretto a uscire dal tracciato, venendo passato da Ricciardo. L'australiano passa Hamilton al giro 40, che un giro dopo cede la posizione anche a Verstappen. Al quarantatreesimo giro Max Verstappen colpisce Vettel, nel tentativo di sorpasso. Il tedesco cede diverse posizioni, finendo sesto, con una vettura però non in perfetta condizione. Al giro 44 Ricciardo passa anche Bottas, prendendo il comando della gara. Kimi Räikkönen, sfruttando le gomme in crisi di Hamilton, passa al terzo posto. Vettel cede la sesta posizione a Nico Hülkenberg.
Nei giri finali il britannico cede una posizione anche a Verstappen, mentre Vettel è passato da Alonso a due giri dal termine. Max Verstappen si avvicina, senza successo a Räikkönen, a sua volta vicino a Bottas. Vince, per la sesta volta nel mondiale, Daniel Ricciardo. Lewis Hamilton ottiene il ventottesimo arrivo a punti consecutivo, nuovo record nel mondiale di F1.

### Gran Premio d'Azerbaigian
Il poleman Sebastian Vettel mantiene il comando della gara, alla partenza, davanti alle due Mercedes; c'è un contatto tra Kimi Räikkönen ed Esteban Ocon, con il primo che è costretto subito ai box per sostituire il musetto, e il francese costretto al ritiro con la monoposto finita a muro, mentre Sergej Sirotkin colpisce Fernando Alonso: lo spagnolo riesce a ritornare ai box su due sole ruote, mentre il russo è costretto all'abbandono. La direzione di gara decide per la Safety Car. La classifica vede Vettel davanti alle due Mercedes, poi seguono le due Red Bull Racing, Carlos Sainz Jr., Lance Stroll, Nico Hülkenberg e Pierre Gasly. Dopo 5 tornate in regime di vettura di sicurezza Vettel riesce a difendere la sua prima posizione, mentre Max Verstappen e Carlos Sainz Jr. passano Daniel Ricciardo, ponendosi quarto e quinto, rispettivamente. Nico Hülkenberg passa Stroll, per la settima piazza.
Lo spagnolo della Renault riesce anche a passare Verstappen, sul rettifilo, ma l'olandese recupera subito la posizione. Solo al nono passaggio Sainz Jr. riesce a passare nuovamente Verstappen, mentre anche l'altro pilota della Renault, Hülkenberg, riesce a sopravanzare i due della Red Bull, trovandosi alle spalle del compagno di team, quinto. La gara del pilota tedesco termina al decimo giro, quando tocca un muretto con la gomma posteriore destra, distruggendo la sospensione.
Inizia un bel duello tra le due Red Bull Racing, con Ricciardo che tenta a più riprese di passare Verstappen, anche se entrambe le vetture angloaustriache denunciano dei problemi con la ricarica delle batterie. Al giro 16 Sainz Jr. si ferma per montare gomme soft, mentre Räikkönen passa prima Stroll poi Charles Leclerc, cogliendo il sesto posto. Al ventunesimo passaggio Stroll cede ancora una posizione, venendo sorpassato da Sergio Pérez.
Dopo un paio di errori di guida che lo hanno fatto allontanare da Vettel, Lewis Hamilton effettua la sosta al giro 23. Il britannico rientra terzo, trovandosi per subito alle sue spalle Verstappen. L'olandese deve però continuare a difendersi dal compagno di team Ricciardo, che lo attacca però senza successo. Al trentesimo giro c'è anche la sosta del capoclassifica Sebastian Vettel, che rientra in pista secondo, fra le due Mercedes.
Al giro 35 Daniel Ricciardo passa Max Verstappen, alla prima staccata. L'australiano si ferma ai box al giro 37, montando gomme ultrasoft. La stessa scelta è fatta da Verstappen, nel giro seguente. Ricciardo rientra in pista quinto, dietro all'olandese. Un giro dopo i due sono protagonisti di un incidente, lungo il rettilineo dei box. Ricciardo, in un tentativo di sorpasso, tampona Verstappen: entrambi sono costretti al ritiro. Viene nuovamente inviata in pista la Safety Car.
Valtteri Bottas, leader della gara, che non ha ancora cambiato le gomme, va alla sosta, seguito subito da Sebastian Vettel, che era secondo, ma che aveva già effettuato il cambio gomme. Si fermano anche Räikkönen, Sergio Pérez, Charles Leclerc e Romain Grosjean, fra i primi. Durante il regime di vettura di sicurezza Grosjean, che era sesto, termina a muro, mentre stava scaldando le gomme, ed è costretto al ritiro. I piloti criticano la direzione di gara per la mancata esposizione della bandiera rossa, vista la presenza in pista di un'autogrù che deve spostare la Haas incidentata.
La classifica, alla ripartenza della gara, vede Valtteri Bottas in testa, davanti a Vettel, Hamilton, Räikkönen, Pérez, Sainz Jr., Leclerc e Stroll. Al termine del periodo di gara neutralizzata Vettel tenta subito l'attacco a Bottas, anche per difendersi da Hamilton, ma giunge però lungo alla prima staccata, scalando quarto. Il tedesco perde inoltre un'ulteriore posizione il giro dopo, venendo passato da Pérez.
Al giro 48 Valtteri Bottas colpisce un detrito sul lungo rettilineo, che affloscia la sua gomma posteriore destra, costringendolo ad abbandonare il gran premio, a tre giri dal termine. Passa al comando Lewis Hamilton che così vince la sua sessantatreesima gara in F1. Completano il podio Kimi Räikkönen e Sergio Pérez. Il finlandese ottiene il record di gran premi di diversa denominazione, 26, a cui è andato a podio.

### Gran Premio di Spagna

Per il Gran Premio di Spagna 2018, la Pirelli riduce il battistrada degli pneumatici di 0,4 millimetri; cosa poi fatta nuovamente al Gran Premio di Francia e di Gran Bretagna

Lewis Hamilton è capace di mantenere il comando della gara al via, con Sebastian Vettel che passa l'altro pilota della Mercedes, Valtteri Bottas, portandosi al secondo posto. Nelle retrovie Romain Grosjean esce di pista, tenta di riprendere la vettura ma si ritrova al centro del tracciato dopo avere alzato una grande nuvola di fumo. La sua Haas è colpita da Nico Hülkenberg e Pierre Gasly. I tre piloti sono incolumi, ma sono anche costretti all'abbandono. Per la grande quantità di detriti presente in pista la direzione di gara decide per l'utilizzo della Safety Car, che si protrae fino al settimo giro.
Alla ripartenza Hamilton comanda il plotone davanti a Vettel, Bottas, Kimi Räikkönen, Max Verstappen, Daniel Ricciardo, Kevin Magnussen e Carlos Sainz Jr.. Le posizioni rimangono congelate fino al diciassettesimo giro, quando Vettel effettua la sua prima sosta, passando a gomme medie. Il tedesco rientra in gara settimo. Due giri dopo tocca anche a Bottas, che però rientra alle spalle di Vettel. Il tedesco della Ferrari passa anche Magnussen, passato da Bottas al ventunesimo giro. La graduatoria così vede Räikkönen e il duo della Red Bull Racing alle spalle di Hamilton, e davanti a Vettel e Bottas.
Al ventiquattresimo passaggio Lewis Hamilton effettua la sua sosta, mentre, poco dopo, Kimi Räikkönen sconta una perdita di potenza, che lo costringe al ritiro. In testa ora si trova Verstappen, davanti a Hamilton e Ricciardo. Più dietro Sainz Jr., dopo la sosta, si trova a duellare con Marcus Ericsson, per l'ottava piazza.
Al giro 32 c'è la sosta di Kevin Magnussen (che era sesto), seguito, nei due giri successivi, dalle due Red Bull. Lewis Hamilton torna al comando, davanti a Vettel, Bottas, Verstappen, Ricciardo e Magnussen. Al giro 38 Esteban Ocon si ritira per una perdita di potenza del motore, che costringe la direzione di gara a stabilire la Virtual Safety Car. La Ferrari richiama ai box Sebastian Vettel, per montare gomme medie. Il tedesco scala da secondo a quarto, in mezzo alle due Red Bull.
Al termine della Safety Car virtuale Sergej Sirotkin compie un errore di guida, mentre Verstappen danneggia l'alettone anteriore, in un contatto con Lance Stroll.
La classifica non cambia fino al termine, in quanto nessuno dei piloti di testa effettua una seconda sosta, strategia seguita da Vettel. Lewis Hamilton conquista la sua sessantaquattresima vittoria nel mondiale, la Mercedes ottiene la sua quarantunesima doppietta.

### Gran Premio di Monaco

Al Gran Premio di Monaco esordisce la mescola Hypersoft, presentata dalla Pirelli l'anno precedente

La partenza è regolare, con Daniel Ricciardo che si porta in testa, seguito da Sebastian Vettel, Lewis Hamilton, Kimi Räikkönen, Valtteri Bottas ed Esteban Ocon. Nelle retrovie Max Verstappen, partito ultimo, è capace di guadagnare diverse posizioni, mentre Sergej Sirotkin è penalizzato con un drive-through per il ritardo con cui le gomme sono state fissate, quando la vettura era sulla griglia di partenza.
Al nono giro l'altro pilota della Williams, Lance Stroll, subisce una foratura ed è costretto a una sosta ai box. Al dodicesimo giro Hamilton anticipa la sua sosta, montando gomme ultrasoft. Quando rientra in pista, il britannico passa Ocon, subito dopo il tunnel. Tra il sedicesimo e il diciassettesimo passaggio effettuano la sosta anche Vettel, Ricciardo e Bottas. La classifica non muta.
Attorno al ventottesimo giro la Red Bull Racing di Ricciardo presenta dei problemi di potenza, che consentono a Vettel di avvicinarsi all'australiano. Il tedesco però non ha la velocità sufficiente per attaccare il leader della gara, cosa che fa avvicinare ai due anche Hamilton. Anche Bottas si è nel frattempo avvicinato a Kimi Räikkönen. Al giro 47 si ferma anche Verstappen, per la sua sosta; l'olandese esce dalla zona punti.
Tre giri dopo effettua la sosta anche Nico Hülkenberg, che scala al decimo posto. Al giro 52 termina la gara per Fernando Alonso, che è costretto all'abbandono per un guasto al cambio, mentre lottava con Gasly per la sesta posizione. Sainz Jr. fa passare il compagno di team Hülkenberg, per l'ottavo posto. Lo spagnolo cerca così di proteggerlo dall'arrivo di Verstappen. Il pilota della Red Bull passa lo spagnolo al cinquantasettesimo giro, dopo il tunnel, e conquista la posizione.
La gara rimane con posizione congelate fino al giro 70, quando Charles Leclerc, per un problema ai freni, tampona Brendon Hartley dopo il tunnel: entrambi sono costretti al ritiro. La direzione di gara impone la Virtual safety car. Al termine della stessa Ricciardo vede ampliato il margine su Vettel.
Daniel Ricciardo s'impone per la settima volta in carriera (la prima partendo dalla pole), davanti a Vettel e Hamilton.

### Gran Premio del Canada
Sebastian Vettel mantiene il comando della gara, precedendo Valtteri Bottas e Max Verstappen; Lewis Hamilton è quarto, mentre Daniel Ricciardo passa Kimi Räikkönen per il quinto posto. Nel corso del primo giro c'è un incidente tra Lance Stroll e Brendon Hartley, con le due vetture che si agganciano e finiscono fuori pista. Il neozelandese è anche portato in un ospedale di Montréal, senza che però siano riscontrati danni fisici. Per tre giri la gara è neutralizzata dalla safety car. Alla ripartenza le posizioni rimangono quelle già definite.
Al decimo giro Esteban Ocon, settimo, effettua la sua sosta, che però è un po' lenta e lo fa retrocedere in quattordicesima posizione. Al giro 15 c'è il pit stop anche di Carlos Sainz Jr., mentre al giro 17 è il turno di Verstappen e Hamilton (che da inizio gara è limitato da un problema alla power unit), che rientrano quinto e sesto. Un primo cambiamento alla classifica c'è il giro dopo, quando Ricciardo, dopo la sua sosta, si trova davanti a Hamilton, e alle spalle di Verstappen.
Al giro 25 Nico Hülkenberg passa Romain Grosjean per il settimo posto. Tre giri dopo il francese è passato anche da Sainz Jr. Grosjean, che si mantiene in pista ancora con gomme vecchie, cede poi, al giro 32, anche a Ocon. Al trentatreesimo passaggio Räikkönen effettua la sosta, rientrano in gara ancora dietro a Hamilton. Al giro 37 Valtteri Bottas va al cambio gomme, seguito il giro dopo anche da Vettel. Il tedesco mantiene la prima posizione.
Solo al giro 49 Grosjean effettua il suo cambio gomme. Bottas cerca di avvicinarsi a Vettel, ma compie un errore di guida che lo riallontana dal leader della gara. Dietro si crea una terzetto di tre piloti molto vicini: Verstappen, Ricciardo e Hamilton. Negli ultimi giri Bottas si trova a dovere limitare la prestazione, per non terminare il carburante.
A un giro dal termine viene mostrata, per errore, la bandiera a scacchi, dopo il passaggio di Vettel sul traguardo. L'errore è stata spiegato con un difetto di comunicazione tra la direzione di gara e chi doveva autorizzare l'uso della bandiera. La gara prosegue fino al termine, ma la classifica è redatta sulla base dei risultati a due giri dal termine.
Sebastian Vettel vince il suo cinquantesimo gran premio di F1, riportando alla vittoria la Ferrari a Montréal dopo 14 anni.

### Gran Premio di Francia

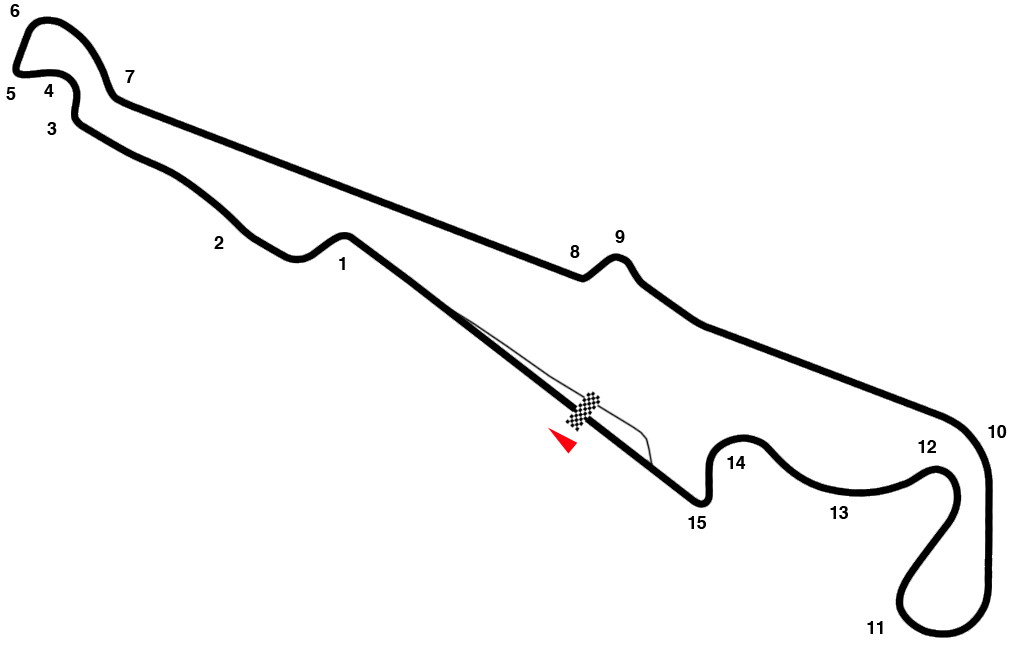
Il circuito Paul Ricard ritorna in Formula 1 dopo 28 anni d'assenza

Al via Lewis Hamilton mantiene il comando della gara, mentre Sebastian Vettel tenta di passare Valtteri Bottas, ma le due vetture vanno a contatto, con il finlandese che termina in testacoda. Entrambe le vetture sono danneggiate, ma possono continuare la gara. Nelle retrovie un altro incidente, tra Esteban Ocon e Pierre Gasly, costringe entrambi i piloti al ritiro. Un contatto, invece, tra Romain Grosjean e Sergio Pérez non produce grossi danni alle vetture. La direzione di gara decide per l'entrata in pista della Safety Car. Dietro a Hamilton si trovano Max Verstappen, Carlos Sainz Jr., Daniel Ricciardo, Kevin Magnussen, Charles Leclerc e Kimi Räikkönen. Dopo la sosta obbligata, sia Vettel sia Bottas retrocedono in coda al gruppo.
Alla ripartenza della gara Räikkönen passa quasi subito Leclerc, mentre Vettel e Bottas iniziano la loro rimonta. Al giro 8 Räikkönen passa anche Magnussen, mentre Ricciardo ha la meglio su Sainz Jr. Ancora due giri, e Sainz Jr. è passato anche da Räikkönen. Viene nel frattempo comunicata la penalizzazione di cinque secondi per Vettel, a causa dell'incidente al via.
Il tedesco della Ferrari, che ha montato gomme soft, già al giro 20 si piazza quinto, alle spalle del suo compagno di team. Bottas, invece, è decimo. Al ventitreesimo giro un errore di Leclerc favorisce Nico Hülkenberg, che passa ottavo. Al giro 25 c'è la sosta per Max Verstappen, che rientra in gara quarto, davanti a Vettel. Un giro dopo effettua la sosta Sainz JR. La sosta di Daniel Ricciardo avviene al giro 28; l'australiano rientra dietro a Vettel.
Il leader della gara, Lewis Hamilton, attende il trentaduesimo giro per la sosta. Il britannico cede il comando della gara a Kimi Räikkönen, che si ferma dopo un giro. Il finlandese rientra dietro a Vettel, che è passato da Ricciardo. Dopo Hamilton ci sono ora le due Red Bull Racing, le due Ferrari e Valtteri Bottas. Al giro 38 Vettel cede la posizione a Räikkönen. Bottas effettua la sua seconda sosta al giro 39, ma un problema tecnico al carrello che solleva la vettura ne rallenta il rientro in gara. Dopo un giro anche Sebastian Vettel si ferma per la seconda volta, montando le gomme a mescola ultrasoft. Vettel resta quinto, mentre Bottas scala ottavo.
Al quarantasettesimo passaggio Kimi Räikkönen entra sul podio virtuale, sorpassando Daniel Ricciardo, che ha dei problemi alla power unit. Sulla Red Bull Racing vi sono anche problemi all'ala anteriore. Anche un altro pilota con vettura motorizzata, Renault, Carlos Sainz Jr., evidenzia problemi alla power unit.
Al giro 49 esplode la gomma anteriore sinistra sulla Williams di Lance Stroll, all'altezza della Signes. Il pilota termina la sua gara nella grande via di fuga. La direzione di gara neutralizza il gran premio con la Virtual Safety Car per gli ultimi giri.
Lewis Hamilton vince il suo sessantacinquesimo gran premio, davanti a Verstappen e Räikkönen.

### Gran Premio d'Austria

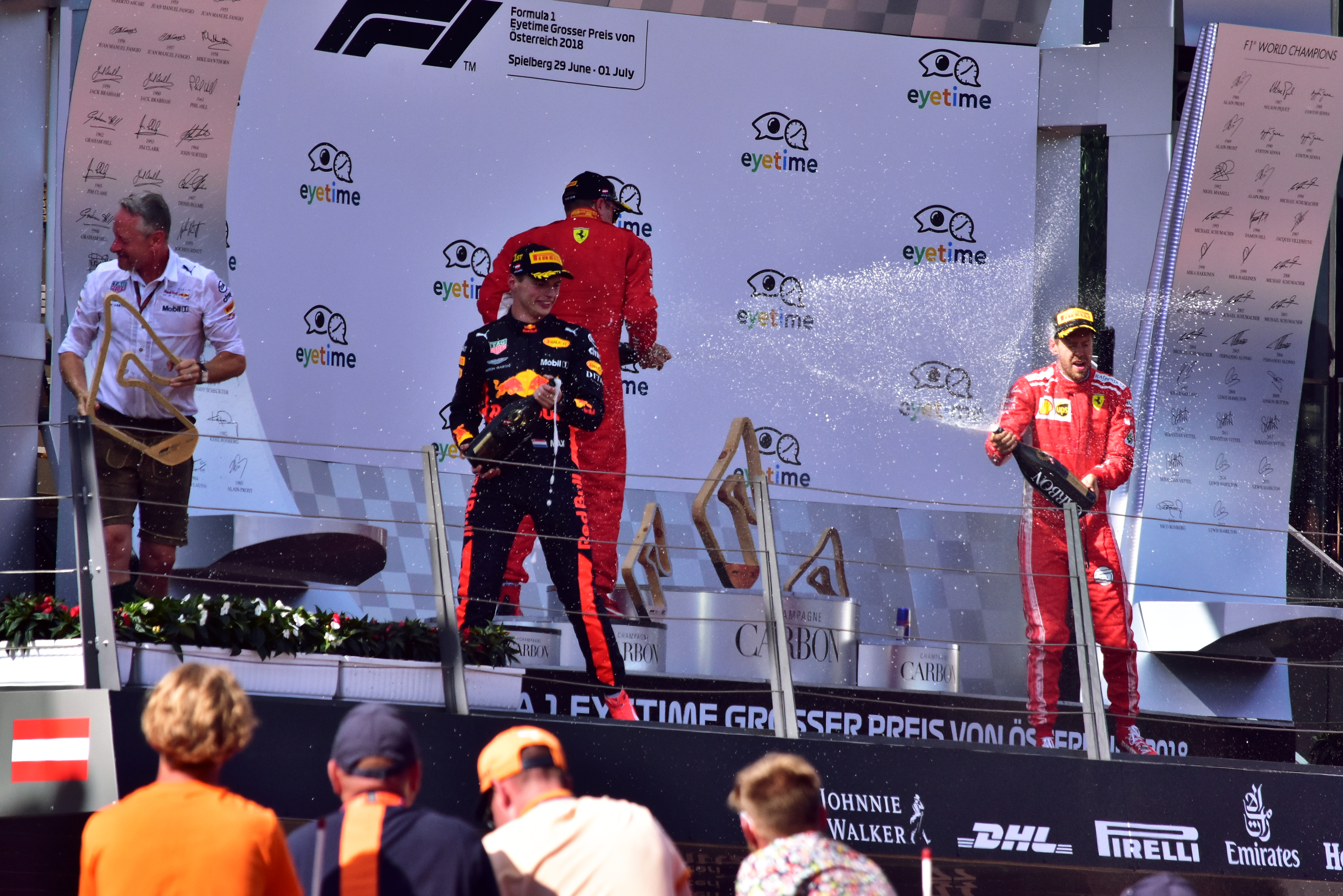
Il podio del Gran Premio d'Austria

In partenza Valtteri Bottas è passato da Lewis Hamilton e da Kimi Räikkönen. Il ferrarista va lungo alla via di fuga della curva 3 e viene ripassato dal connazionale della Mercedes e anche da Max Verstappen. Seguono Daniel Ricciardo, le due Haas e Sebastian Vettel. Il tedesco, in un paio di giri, scavalca le due vetture statunitensi.
All'undicesimo giro si ritira Nico Hülkenberg, e dopo due giri, anche Valtteri Bottas è costretto all'abbandono, per un problema al cambio. La direzione di gara dispone la Virtual Safety Car. Le due Ferrari e le due Red Bull Racing ne approfittano per effettuare un cambio gomme, mentre il leader della gara, Hamilton, resta in pista. La classifica resta invariata.
Al ventesimo giro un errore di guida di Räikkönen permette a Ricciardo di prendere la terza posizione. Al giro 26 c'è la sosta di Hamilton: il britannico rientra in gara quarto, alle spalle delle due Red Bull e di Räikkönen. Ricciardo presenta dei problemi di usura delle gomme, mentre Lewis Hamilton e Sebastian Vettel riducono il distacco da Kimi Räikkönen.
Al trentottesimo giro Räikkönen, sfruttando i problemi di gomme di Ricciardo, passa l'australiano, che si ferma subito al cambio gomme. Il giro seguente Vettel passa Hamilton (che accusa anch'egli problemi con le gomme), ponendosi al terzo posto. Il britannico però non demorde, e tenta di riavvicinarsi a Vettel.
Al giro 52 Lewis Hamilton effettua la seconda sosta. Nel giro successivo Daniel Ricciardo è costretto al ritiro: questo consente al campione del mondo di riprendere la quarta posizione. Tre giri dopo si registra il ritiro anche per Brendon Hartley. Nella parte finale della gara, le due Ferrari cercano di chiudere il gap su Verstappen.
Al sessantaduesimo giro deve abbandonare la gara anche Lewis Hamilton. Scala al quarto posto Romain Grosjean. Le due Sauber entrano, entrambe, in zona punti, passando Pierre Gasly.
Max Verstappen si aggiudica la sua quarta gara nel mondiale di F1, resistendo al ritorno delle vetture di Maranello.

### Gran Premio di Gran Bretagna
Al via Lewis Hamilton scatta male dalla prima casella dello schieramento, venendo superato sia da Sebastian Vettel sia dal compagno di scuderia, Valtteri Bottas; in staccata, alla curva 3, l'inglese entra in collisione con Kimi Räikkönen, finendo in testacoda, nelle retrovie, mentre la manovra del finlandese della Ferrari viene sanzionata con 10 secondi di penalità, da scontare al primo pit stop. Al via anche Sergio Pérez è coinvolto in un testacoda, che lo porta verso la corsia di entrata in pista dai box, proprio mentre le due Williams, entrambe partite dai box, stavano per rientrare sul tracciato. La collisione è evitata per poco.
Al termine del primo giro quindi Vettel guida la gara, riuscendo rapidamente ad allungare sui diretti inseguitori Bottas, Max Verstappen, Räikkönen e Daniel Ricciardo, con il campione del mondo in carica costretto a una furiosa rimonta che lo porta dal 17º al 6º posto in dieci giri, ma distaccato di oltre 27 secondi dal leader.
Al tredicesimo giro si ferma Räikkönen, per la sua prima sosta, e sconta la penalità; il finnico rientra in pista decimo, ma guadagna subito posizioni, con diversi sorpassi e, con gomme fresche medie, riesce a guadagnare anche sui piloti della Red Bull che, per evitare di essere superati, si fermano entrambi ai giri 18 e 19, riuscendo a evitare l'undercut.
Al giro 20 effettua la sua sosta anche Vettel, che monta le gomme medie, seguito due giri dopo da Bottas e cinque giri dopo da Hamilton, che si era issato fino alla terza posizione. La classifica vede sempre al comando Vettel, davanti a Bottas e le due Red Bull. Al trentesimo giro c'è il secondo cambio gomme per Ricciardo, che torna in gara sesto, alle spalle di Räikkönen e Hamilton.
La gara si svolge sul filo dei decimi, fino a quando al trentaduesimo giro Marcus Ericsson sbatte violentemente alla curva Abbey, provocando l'uscita della Safety Car. I piloti della Ferrari e della Red Bull decidono quindi di rientrare ai box per montare un set nuovo di gomme soft, e così Bottas guadagna la testa della corsa ai danni di Vettel, mentre Hamilton si colloca virtualmente sul gradino più basso del podio.
Rientrata la vettura di sicurezza la gara riprende nella sua valenza agonistica per soli due giri, in quanto si rende necessaria una sua nuova uscita a causa della collisione tra Romain Grosjean e Carlos Sainz Jr., alla curva Copse. Rimosse le vetture incidentate, e rientrata la Safety Car, Vettel si mette subito all'inseguimento di Bottas, braccato a sua volta da Hamilton, mentre Kimi Räikkönen riesce, dopo un bel duello, a sopravanzare Verstappen che sarà poi costretto al ritiro per problemi ai freni posteriori. Vettel, al quarantacinquesimo passaggio, riesce a rimettersi in testa, con una bella manovra in staccata alla curva Brooklands, con Bottas che deve poi arrendersi anche al compagno di squadra e al connazionale della Ferrari, Räikkönen.
La gara termina quindi con Vettel che vince il suo cinquantunesimo gran premio, eguagliando il numero di vittorie ottenute in carriera da Alain Prost.

### Gran Premio di Germania
In partenza Sebastian Vettel resiste al primo posto, seguito dai due finlandesi Valtteri Bottas e Kimi Räikkönen. Quarto è Max Verstappen, davanti a Kevin Magnussen, Nico Hülkenberg, Romain Grosjean e Sergio Pérez. Il messicano passa Grosjean, al sesto giro.
La gara è caratterizzata dalla rimonta di Lewis Hamilton, partito quattordicesimo, e Daniel Ricciardo, partito diciannovesimo. Già all'ottavo passaggio Hamilton è settimo, mentre Ricciardo si trova in quindicesima posizione. All'undicesimo giro Hamilton passa anche Hülkenberg, e al quattordicesimo giro Magnussen. Nello stesso passaggio Kimi Räikkönen è il primo pilota, fra quelli di testa, a effettuare la sosta per il cambio gomme. Rientra in gara quarto, davanti proprio a Hamilton.
Al diciottesimo giro si ferma anche Nico Hülkenberg, che rientra con gomme medie. Tre giri dopo è il turno per Magnussen, anche lui con il passaggio alle gomme di mescola media. Vettel attende il venticinquesimo giro per montare gomme nuove soft, rientrando in pista quarto, dietro al compagno di team. Al giro 28 tocca a Bottas, anche lui con gomme soft. La graduatoria vede ora in testa Kimi Räikkönen, davanti a Vettel e le due Mercedes di Hamilton e Bottas. Al ventisettesimo giro, intanto, si era ritirato Ricciardo, che era risalito fino alla sesta posizione.
Verstappen effettua la sosta per il cambio degli pneumatici al giro 29. La classifica resta immutata fino al trentanovesimo giro, quando Kimi Räikkönen lascia strada al compagno di team Vettel, che così torna al comando. Sul tracciato si fa più consistente la minaccia della pioggia: Lewis Hamilton, al giro 42, opta per nuove gomme ultrasoft, che dovrebbe consentire una buona competitività, anche in caso di pioggia leggera. Il britannico cede la quarta posizione a Verstappen, ma è capace di recuperarla già al giro 47, dopo che l'olandese si è fermato ai box, per montare gomme da bagnato intermedio, a causa della pioggia che effettivamente ha fatto la comparsa in alcune zone del tracciato, come alla curva 6 (Hairpin).
La pioggia però è poco intensa, e Verstappen, così come gli altri piloti che nelle retrovie avevano optato per gomme da bagnato, sono costretti a rientrare ai box, per rimontare gomme slick.
Al giro 51 Sebastian Vettel esce di pista alla curva Sachs. La direzione di gara invia in pista la safety car: Bottas va ai box per montare gomme ultrasoft; Hamilton, invece, dopo avere imboccato la corsia che porta ai box, ci ripensa, e rientra in pista. Il giro seguente anche Kimi Räikkönen cambia le gomme. Al comando, in regime di vettura di sicurezza, si trova Hamilton, seguito da Bottas, Räikkönen, Verstappen, Hülkenberg e le due Force India. Tra loro il solo Hülkenberg monta gomme da bagnato. Sempre con il regime di safety car tutti i piloti che hanno gomme da bagnato rientrano ai box per tornare alle gomme da asciutto.
Alla ripartenza della gara nella sua valenza sportiva Bottas cerca l'attacco su Hamilton, ma senza successo. Il britannico alza il suo ritmo di gara, facendo segnare diversi giri veloci. La Mercedes chiede poi a Bottas di mantenere le posizioni.
Lewis Hamilton conquista la sua sessantaseiesima vittoria nel mondiale di F1, e torna in vetta alla classifica dei piloti.

### Gran Premio d'Ungheria
In partenza Lewis Hamilton mantiene il comando, mentre il suo compagno di scuderia, Valtteri Bottas, riesce a difendere la seconda posizione dall'attacco delle due Ferrari. Seguono poi Max Verstappen, Pierre Gasly, Kevin Magnussen, Carlos Sainz Jr., Brendon Hartley e Nico Hülkenberg. Daniel Ricciardo, partito dodicesimo, si trova solo sedicesimo, al termine del primo giro, dopo un contatto con Marcus Ericsson.
La gara di Verstappen si chiude dopo cinque giri, per un problema al motore. La direzione di gara decide per la Virtual safety car. Nei giri successivi inizia la rimonta di Ricciardo, che già al giro 14 è ottavo. Nello stesso giro c'è il cambio gomme per Kimi Räikkönen, che passa a gomme soft. La strategia del ferrarista è seguita, il giro seguente, da Bottas. Il pilota della Mercedes rientra in pista alle spalle di Gasly, ma lo sorpassa poco dopo, tornando terzo, alle spalle di Hamilton e Vettel. Räikkönen, invece, è tornato in pista sesto, ma al giro 17 passa Magnussen e al giro 22 anche Gasly, ponendosi così quarto.
Al venticinquesimo passaggio si ferma il leader della gara, Lewis Hamilton, che passa alle gomme soft. In testa si trova così Vettel. Al ventiseiesimo passaggio Ricciardo ha la meglio su Gasly, cogliendo il quinto posto. Nei giri seguenti si mantiene attorno ai tredici secondi il divario tra Vettel e il suo immediato inseguitore, Hamilton.
Kimi Räikkönen effettua la seconda sosta al giro 38, che resta su gomme soft, mentre il giro dopo è il turno di Vettel, che passa a gomme ultrasoft. Il cambio gomme è però lento. Il tedesco rientra in gara terzo, dopo Bottas, ma davanti a Ricciardo e Räikkönen.
L'unico pilota della Red Bull Racing ancora in gara attende fino al giro 44 per il cambio gomme: Ricciardo scala quinto. Al cinquantesimo giro, il ritiro di Stoffel Vandoorne, che era in zona punti, costringe nuovamente a inserire la Virtual safety car.
Nella parte finale di gara le due Ferrari si avvicinano a Bottas, mentre Hamilton mantiene sempre un certo margine di vantaggio. Al sessantaquattresimo giro Vettel tenta il sorpasso al pilota finlandese della Mercedes alla prima curva. C'è un urto fra le due vetture alla seconda curva, ma il tedesco può passare indenne. Ne approfitta anche Räikkönen, che passa il suo connazionale. Al penultimo passaggio Bottas è passato anche da Ricciardo, sempre alla staccata della prima curva. Bottas, nel tentativo di difesa, colpisce la vettura dell'australiano, che però può terminare la gara quarto.
Lewis Hamilton vince per la sessantasettesima volta, e porta a 24 punti il suo vantaggio su Vettel, nella classifica piloti.

### Gran Premio del Belgio
In partenza Lewis Hamilton si difende dall'attacco di Sebastian Vettel e mantiene la prima posizione; i due sono seguiti dai piloti della Force India. Più dietro, Nico Hülkenberg sbaglia il tempo di frenata alla Source, e colpisce in pieno la vettura di Fernando Alonso che spicca il volo appoggiandosi sull'Halo della Sauber di Charles Leclerc, mentre con il muso dell'ala anteriore colpisce la parte posteriore della macchina di Daniel Ricciardo, che a sua volta tocca la gomma posteriore destra di Kimi Räikkönen causandogli una foratura. Fernando Alonso, Charles Leclerc e Nico Hülkenberg sono costretti al ritiro.
Nel lungo rettilineo del Kemmel, intanto, Sebastian Vettel sorpassa Hamilton e si pone al comando, poco prima che i commissari decidano per l'utilizzo della safety car. Anche i piloti della Force India attaccano, senza successo, il britannico, con quattro vetture che per un attimo si trovano sulla stessa linea.
Tutti i piloti vanno ai box per la sosta, mentre i meccanici Red Bull cercano di riparare alla svelta la RB14 di Ricciardo. Al quinto giro l'australiano ritorna in pista, con due giri di ritardo dal gruppo. La gara riprende, con, dietro i primi due, Sergio Pérez, Esteban Ocon, Max Verstappen e Romain Grosjean. All'ottavo giro Verstappen supera Ocon per il quarto posto. Un giro dopo Kimi Räikkönen è costretto al ritiro per via dei danni al fondo provocati dalla foratura del primo giro. Nel frattempo Verstappen supera anche Pérez per il terzo posto, staccato però di 12,7 secondi dal secondo posto. Al tredicesimo giro Valtteri Bottas entra in zona punti, scavalcando Sergej Sirotkin.
Al ventiduesimo giro si ferma Lewis Hamilton, che rientra terzo alle spalle di Max Verstappen. Un giro dopo entra ai box anche Sebastian Vettel, che mantiene il comando dopo la sosta. Qualche giro dopo inizia la battaglia tra Marcus Ericsson e Brendon Hartley per la nona piazza: il neozelandese supera la Sauber lungo il rettilineo del Kemmel, ma lo svedese si riprende la posizione successivamente. Al trentesimo giro va ai box anche Valtteri Bottas, per montare un treno di gomme soft. Intanto si ritira Daniel Ricciardo, quando era a un giro dal penultimo posto. Negli ultimi giri Bottas supera le due Force India, e coglie il quarto posto. L'altro pilota della Mercedes, Hamilton, invece, rallenta e vede aumentare a oltre dieci secondi il distacco dal leader di gara Vettel.
Sebastian Vettel vince per la cinquantaduesima volta in carriera e per la tredicesima con la Ferrari. Hanno colto più successi di lui con la casa italiana solo Niki Lauda e Michael Schumacher. Riduce inoltre il suo distacco dalla vetta della classifica a 17 punti.

### Gran Premio d'Italia

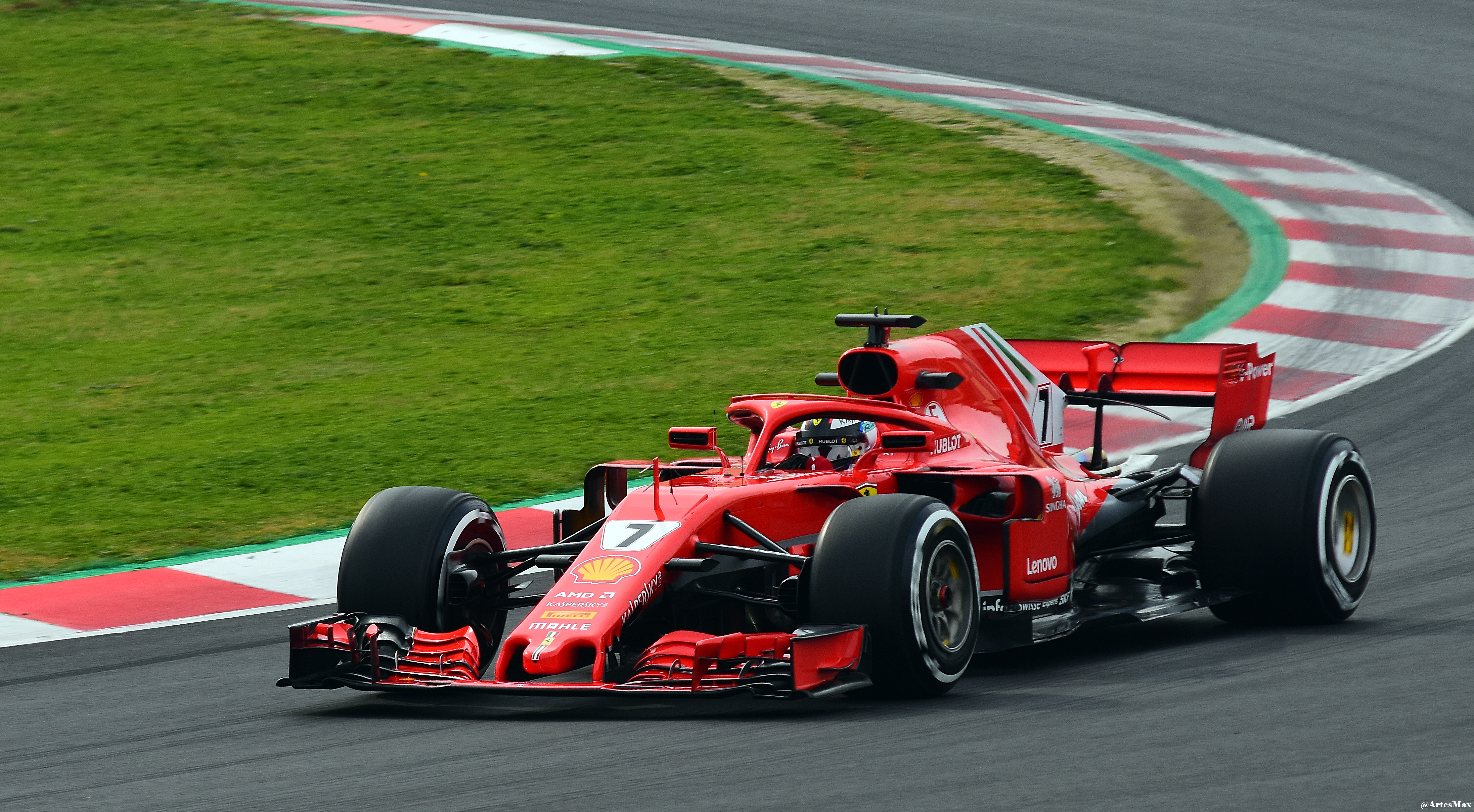
Le due Ferrari SF71H hanno monopolizzato la prima fila del Gran Premio d'Italia 2018 con Kimi Räikkönen davanti a Sebastian Vettel. Cosa che non accadeva dall'edizione del 2000, con la vincente Ferrari F1-2000. All'epoca, in pole si era piazzato il sette volte campione del mondo Michael Schumacher, seguito da Rubens Barrichello.

Alla partenza Kimi Räikkönen resiste agli attacchi di Sebastian Vettel, che, a sua volta, è attaccato da Lewis Hamilton, alla Variante della Roggia. I due piloti vanno a contatto, con il tedesco che danneggia il musetto, termina in testacoda, ed è costretto ai box. La direzione di gara invia in pista la vettura di sicurezza, anche per consentire lo spostamento della Toro Rosso di Brendon Hartley, anch'essa danneggiata da un contatto al via.
La gara riprende al quarto giro, con Hamilton che passa alla prima chicane Räikkönen, capace però di riprendersi il comando alla seconda variante. Alle spalle dei primi due ci sono Max Verstappen, Valtteri Bottas, Romain Grosjean, Carlos Sainz Jr., Esteban Ocon e le due Williams. Nei giri successivi Vettel, che dopo il contatto è precipitato in ultima posizione, e Ricciardo, partito penultimo, iniziano la loro rimonta. Il tedesco passa il pilota australiano al nono giro, e, al giro 14 è già in zona punti. Ocon, nel frattempo, ha passato Sainz Jr. per il sesto posto.
Al giro 18 Vettel passa anche Sergio Pérez per l'ottava posizione, mentre, due giri dopo, coglie il settimo posto, superando Sainz Jr.. Al ventesimo giro i meccanici della Mercedes escono per il cambio gomme: Kimi Räikkönen entra ai box per evitare di avvantaggiare il suo rivale diretto, Hamilton. Dopo la sosta del ferrarista i meccanici della scuderia tedesca rientrano al box, con Hamilton che prosegue al primo posto. Vettel, dopo il sorpasso a Ocon e la sosta di Romain Grosjean è quinto, alle spalle proprio di Räikkönen.
Ora Räikkönen si trova alle spalle di Bottas, con Max Verstappen che si ferma per la sosta al ventiseiesimo passaggio. Due giri dopo è il turno di Hamilton, mentre Vettel sceglie il giro 29 per montare gomme supersoft. In classifica guida così Valtteri Bottas, seguito da Räikkönen, Hamilton, Verstappen e le due Force India. Dopo la seconda sosta Vettel è settimo.
Al giro 36 si ferma per la sosta anche l'altro pilota della Mercedes, Bottas. Räikkönen scala al primo posto, mentre Bottas è ora quarto. Sebastian Vettel passa le due Force India, posizionandosi al quinto posto.
Negli ultimi giri Hamilton, con gomme più fresche, si avvicina a Kimi Räikkönen, ormai in crisi con le gomme posteriori. Al quarantaduesimo giro Bottas attacca Verstappen per il quarto posto, alla prima chicane. I due vanno a contatto, con il finlandese che deve percorrere la via interna. La direzione di gara, per questo contatto, penalizza il pilota della Red Bull Racing di cinque secondi, che andranno aggiunti al tempo di gara.
Al quarantaquattresimo giro Hamilton torna al comando, passando Kimi Räikkönen alla prima variante. La gara si conclude con il britannico vincitore davanti al ferrarista. Chiude a podio Bottas che, grazie alla penalizzazione di Verstappen, scala terzo, pur non riuscendo a passare l'olandese, negli ultimi giri della gara.

### Gran Premio di Singapore
Alla partenza il poleman Lewis Hamilton tiene il comando, mentre dietro Sebastian Vettel cerca di superare Max Verstappen, per la seconda posizione. Nelle retrovie c'è un contatto tra le due Force India, con Esteban Ocon che termina a muro. La direzione di gara invia in pista la safety car: nel frattempo Vettel è riuscito a passare Verstappen e posizionarsi secondo.
La gara riprende nella sua valenza agonistica dopo tre giri. Al comando c'è Hamilton, che precede Vettel, Verstappen, Valtteri Bottas, Kimi Räikkönen, Daniel Ricciardo, Sergio Pérez, Romain Grosjean e Fernando Alonso.
La classifica rimane immutata, nelle posizioni di testa, fino al quindicesimo giro, quando Vettel si ferma, per montare gomme ultrasoft. Il giro seguente si ferma anche Hamilton, che opta per gomme soft. La gara è ora comandata da Max Verstappen, con Hamilton quarto, mentre Vettel è quinto. L'olandese della Red Bull Racing attende, per il cambio gomme, il giro 18, e rientra in gara davanti a Vettel. Al comando si trova Kimi Räikkönen, davanti a Ricciardo.
Il finlandese della Ferrari si ferma al giro 22. Rientra in pista sesto, dietro a Vettel (quarto) e al suo connazionale Bottas. Il nuovo leader della gara, Ricciardo, sceglie, per il cambio gomme, il giro 28, quando passa alle ultrasoft, dalle hypersoft montate al via. Hamilton è di nuovo il battistrada, davanti a Verstappen, Vettel, Bottas, Räikkönen e Ricciardo.
Al trentaquattresimo giro c'è un contatto tra Pérez e Sirotkin, in battaglia nelle posizioni di rincalzo. Il messicano è penalizzato con un drive-through. Attorno al giro 38 Hamilton perde il suo vantaggio sugli inseguitori in quanto rallentato da due doppiati, Romain Grosjean e Sergej Sirotkin, in lotta per la quattordicesima piazza; Verstappen però non riesce ad approfittare del momento e Hamilton conserva il comando del gran premio. Grosjean viene penalizzato di cinque secondi per avere ignorato le bandiere blu.
Nella parte finale di gara Ricciardo si avvicina a Räikkönen, a sua volta non lontano da Bottas, ma le posizioni non
cambiano fino all'arrivo. Lewis Hamilton coglie il suo sessantanovesimo successo nel mondiale di F1, e porta a 40 i punti di vantaggio su Sebastian Vettel.

### Gran Premio di Russia
Al via Valtteri Bottas conquista la testa, mentre Lewis Hamilton deve proteggersi dall'attacco di Sebastian Vettel. Segue poi l'altro pilota della Ferrari, Kimi Räikkönen, che precede Kevin Magnussen, Charles Leclerc, le due Racing Point, poi Romain Grosjean e Marcus Ericsson.
Leclerc passa presto Magnussen, mentre le due Red Bull Racing, costrette a partire dalle retrovie, sono impegnate in una poderosa rimonta. Max Verstappen, partito penultimo, già al termine del primo giro è tredicesimo. L'olandese scala undicesimo al secondo giro, ed è sesto dopo sei giri. Anche Daniel Ricciardo, partito diciottesimo, sale presto al dodicesimo posto.
All'ottavo giro si ferma Grosjean, per montare gomme soft, come fa, un giro dopo, Magnussen, che ha resistito all'attacco delle due Force India. Verstappen, sempre al giro 8, ha passato anche Leclerc, ed è quinto. Al giro 10 si fermano anche Leclerc e Ocon.
Al giro 12 si ferma Bottas, secondo, così come Sergio Pérez. Il giro dopo anche Vettel effettua la sosta, per passare su gomme soft. Al giro 14 c'è la sosta per Hamilton, che però rientra in pista dietro al tedesco della Ferrari.
Hamilton attacca subito Vettel, che viene passato alla curva 4. Al comando ora si trova Kimi Räikkönen, davanti a Max Verstappen, a sua volta davanti a Bottas, Hamilton e Vettel. Kimi Räikkönen va al cambio gomme al giro 18, permettendo così a Verstappen di scalare al comando. Il finlandese torna in pista quinto, davanti a Ricciardo e Nico Hülkenberg.
Al venticinquesimo passaggio Bottas rallenta vistosamente, per fare passare Hamilton al secondo posto. La classifica per le prime posizioni non cambia fino al giro 36 quando Hülkenberg, partito con mescole soft passa alle ultrasoft. Tre giri dopo si ferma anche Ricciardo, che cambia anche il musetto della sua monoposto. L'australiano resta sesto.
Hamilton cerca di passare in pista Verstappen, che comunque sarà costretto al cambio gomme. Il tentativo non va a buon fine, e il britannico prende il comando della gara solo al giro 43, quando l'olandese della Red Bull si ferma per il cambio gomme. Rientra in pista quinto, dietro a Räikkönen.
Lewis Hamilton vince così per la settantesima volta in carriera nel mondiale di F1.

### Gran Premio del Giappone
Lewis Hamilton, partito dalla pole position, mantiene il comando della gara, seguito da Valtteri Bottas, Max Verstappen, Kimi Räikkönen, Romain Grosjean e Sebastian Vettel, subito pronto a passare le due Toro Rosso. Il tedesco della Ferrari passa alle curve Spoon il francese.
All'arrivo alla chicane prima dell'ultima curva Verstappen va lungo, e rientra in pista colpendo Räikkönen; ne approfitta Vettel, che passa il compagno di team. Sempre al termine del primo giro Charles Leclerc tampona Kevin Magnussen, con il danese che è costretto ai box per una foratura. I detriti lasciati in pista dal pilota della Haas costringono la direzione di gara a inviare sul circuito la safety car. Verstappen viene penalizzato di cinque secondi per il contatto al primo giro.
La gara riprende nella sua valenza agonistica all'ottavo passaggio. Vettel attacca Verstappen alle curve Spoon. I due piloti vanno al contatto: l'olandese prosegue la sua gara, mentre il pilota della Ferrari effettua un testacoda e viene sfilato da tutto il gruppo. La gara è sempre comandata dal duo della Mercedes, seguito da Verstappen, Räikkönen, Grosjean, Pierre Gasly e le due Force India.
Tra l'ottavo e il tredicesimo giro Daniel Ricciardo passa prima le due Force India, poi Gasly e, infine, anche Grosjean, inserendosi al quinto posto. Al giro 17 Räikkönen effettua il cambio gomme, passando a gomme medie. Seguono, nei giri seguenti, i cambi gomme per tutti i piloti di testa. Al ventesimo giro Verstappen opta per gomme soft, riuscendo a rientrare in pista ancora davanti a Kimi Räikkönen.
Al giro 23 si fermano anche Bottas e Ricciardo, con l'australiano che rientra in pista anch'egli davanti a Räikkönen. Dopo un giro tocca a Hamilton, che mantiene facilmente il comando del gran premio. Alle sue spalle, dopo Bottas, vi sono ora le due Red Bull Racing, che precedono Räikkönen, Grosjean e Gasly. Al ventiseiesimo passaggio si fermano Esteban Ocon e Sebastian Vettel, con il francese che monta gomme medie e il tedesco mescole morbide. Al ventinovesimo passaggio si fermano anche Grosjean e Gasly; all'uscita dai box il pilota della Haas resiste a Segio Pérez, che ha appena passato Leclerc.
Nei giri seguenti inizia la rimonta di Vettel che, rientrato in pista solo sedicesimo, risale fino alla settima posizione al giro 33. Dopo un giro il tedesco si libera anche di Grosjean, e scala sesto. Alle spalle del pilota della Haas ci sono le due Force India, che precedono Gasly.
Al quarantesimo giro Charles Leclerc è costretto al ritiro, dopo un'uscita di pista dovuta a un problema tecnico. La virtual safety car viene imposta sul tracciato, per consentire ai commissari di spostare la vettura del pilota monegasco. Alla ripartenza Grosjean si lamenta per il sorpasso subito da Pérez, che non avrebbe rispettato la distanza in regime di VSC.
Negli ultimi giri si accende la battaglia tra Bottas e Verstappen per la seconda posizione. Il finlandese commette anche un errore all'ultima chicane, ma l'olandese non è capace di impensierirlo. Lewis Hamilton coglie il suo settantunesimo successo nel mondiale.

### Gran Premio degli Stati Uniti
Alla prima curva Kimi Räikkönen passa il poleman Lewis Hamilton; seguono poi Valtteri Bottas, Daniel Ricciardo e Sebastian Vettel. I due vanno ruota a ruota e il tedesco termina in testacoda, sprofondando in classifica. Seguono poi le due Renault e le due Force India. A seguito di diversi contatti avvenuti nelle retrovie, si ritirano Romain Grosjean e Fernando Alonso.
Nei primi giri Verstappen passa le due Force India poi, al sesto passaggio, strappa a Nico Hülkenberg la quinta posizione. Anche Vettel è autore di una poderosa rimonta che lo porta al settimo giro alle spalle delle due Renault, in settima posizione. All'ottavo giro si ritira Daniel Ricciardo, che era quarto. La direzione di gara stabilisce la virtual safety car.
All'undicesimo giro c'è la sosta per Lewis Hamilton che dalle supersoft passa alle gomme soft. Il britannico scende in terza posizione, dietro al compagno di scuderia Bottas, che però presto rallenta per farlo ripassare secondo. Il campione del mondo, attorno al ventesimo giro, si avvicina a Kimi Räikkönen, che resiste a un primo attacco, per poi passare al cambio gomme: il finlandese passa alle gomme soft.
Tra il ventiduesimo e il ventitreesimo giro si fermano anche Verstappen e Bottas. Al rientro in pista il pilota della Mercedes si trova alle spalle dell'olandese. Nel frattempo Vettel, che era scalato fino al secondo posto, cede la posizione a Räikkönen. Il tedesco attende il giro 26 per la sua sosta.
La gara è perciò comandata da Lewis Hamilton, seguito da Kimi Räikkönen, Max Verstappen, Valtteri Bottas e Sebastian Vettel. Hamilton soffre di un forte degrado degli pneumatici, tanto da venir richiamato ai box al giro 37. Risale primo Kimi Räikkönen, con Verstappen che si trova secondo, davanti a Bottas e l'inglese. Nuovamente, al trentanovesimo giro, Bottas cede la posizione a Hamilton.
Negli ultimi giri Verstappen e Hamilton si avvicinano al battistrada Kimi Räikkönen, così come Vettel approccia Bottas. I primi tre si trovano racchiusi in una manciata di secondi. Al giro 54 un lungo di Verstappen consente a Hamilton l'attacco che però non ha successo. Poco dopo Vettel passa Bottas per il quarto posto.
Kimi Räikkönen vince per la ventunesima volta nel mondiale, dopo 114 gare (l'ultima vittoria fu al Gran Premio d'Australia 2013).

### Gran Premio del Messico
Lewis Hamilton, partito dalla seconda fila, riesce a passare entrambe le Red Bull Racing; alla prima curva però Max Verstappen prende il comando della gara, davanti al britannico e al poleman Daniel Ricciardo. Alle spalle dei primi tre c'è Sebastian Vettel, che precede Valtteri Bottas, Carlos Sainz Jr. e Kimi Räikkönen. Nelle retrovie c'è un contatto con Esteban Ocon che è costretto a una sosta per cambiare il musetto; Fernando Alonso è invece costretto ad abbandonare la gara, dopo che alcuni detriti della vettura di Ocon hanno colpito la sua monoposto.
Räikkönen passa Sainz Jr. nel corso del secondo giro. La classifica, per il resto, rimane immutata fino al giro 11, quando le due Mercedes effettuano la prima sosta, in cui entrambi montano le supersoft. Tra il dodicesimo e tredicesimo giro si fermano anche le Red Bull, che passano anche loro alle supersoft. In testa va Vettel, seguito da Räikkönen, che però cede subito a Verstappen la seconda posizione.
Il finlandese riesce a resistere ancora un paio di giri, prima di essere passato sia da Hamilton sia da Ricciardo. Al giro 17 effettua la sua sosta anche Vettel, che monta ora gomme supersoft; poco dopo anche l'altro pilota della scuderia italiana si ferma per la sosta. La gara è ora comandata da Max Verstappen, su Hamilton, Ricciardo, Vettel, Bottas, Räikkönen e Sergio Pérez.
Vettel si avvicina a Ricciardo, sfruttando anche i tanti doppiaggi. Al giro 30 viene stabilita in pista la virtual safety car per la necessità di spostare dalla pista la Renault di Carlos Sainz Jr., ferma all'interno della zona dello stadio. Al trentatreesimo giro, dopo che la gara è tornata nella sua valenza agonistica, Vettel passa Ricciardo per il terzo posto. Il tedesco guadagna il secondo posto al giro 38, quando passa anche Hamilton, in difficoltà con le gomme, come Ricciardo.
Al giro quaranta si ritira anche Pérez, per un problema tecnico, quando era ottavo. Al quarantaseiesimo passaggio Ricciardo prende la terza posizione a Hamilton, che va anche lungo alla prima staccata. Un giro dopo si fermano, per la seconda sosta, sia Sebastian Vettel, che monta ultrasoft, sia Lewis Hamilton, che sceglie le stesse coperture. Ora Vettel è terzo, mentre l'inglese è sesto, alle spalle anche di Valtteri Bottas e Kimi Räikkönen. Il ferrarista passa il connazionale, che effettua un lungo alla prima staccata analogo a quello effettuato da Hamilton nel giro precedente.
Al giro 48 si fermano anche Verstappen e Bottas. L'olandese resta al comando del gran premio, mentre Bottas è passato da Hamilton, per il quinto posto. Vettel mette ancora sotto pressione Ricciardo, che non ha effettuato la seconda sosta, ma è riuscito a pulire le gomme dal graining. La gara dell'australiano termina al giro 61, per un problema tecnico. Ora Vettel è secondo, davanti al compagno di team Kimi Räikkönen.
La direzione di gara stabilisce ancora la virtual safety car sulla pista, per l'olio che la monoposto di Ricciardo ha portato sul tracciato. Bottas effettua ancora una sosta, ma resta quinto, con un giro di vantaggio su Nico Hülkenberg. Alla ripartenza Verstappen, compagno di scuderia di Ricciardo, si preoccupa nelle comunicazioni con i box per la situazione della propria Red Bull, continuando però a fare segnare tempi molto rapidi.
Max Verstappen vince per la quinta volta in carriera, davanti alle due Ferrari. Lewis Hamilton, quarto, che negli ultimi giri rischia anche il doppiaggio, festeggia il suo quinto titolo mondiale.

### Gran Premio del Brasile
Lewis Hamilton mantiene il comando della gara al via, davanti al compagno di scuderia Valtteri Bottas, che precede i due piloti della Ferrari, Sebastian Vettel e Kimi Räikkönen, che si difende dall'attacco di Max Verstappen. L'olandese della Red Bull sorpassa i due piloti della scuderia italiana tra il secondo e il terzo giro, sfruttando la maggior velocità delle gomme supersoft, rispetto alle soft montate dai ferraristi. Al quarto giro Vettel è autore di un errore di guida che consente anche a Räikkönen di passarlo.
Al giro 5 Daniel Ricciardo, partito undicesimo, è già sesto, dopo il sorpasso a Charles Leclerc; Verstappen prosegue la sua rimonta e si piazza al secondo posto, dopo avere sorpassato Bottas al nono passaggio. Il pilota della Mercedes deve difendersi dagli attacchi del connazionale Räikkönen, riuscendoci fino al cambio gomme, al giro 18; Bottas passa alle mescole medie. Il giro seguente anche Hamilton si ferma ai box per montare, anch'egli, gomme di mescola media.
Al comando si ritrova Verstappen, davanti alle due Ferrari, poi Ricciardo, Leclerc e Hamilton. Al ventitreesimo giro il neocampione del mondo passa il monegasco, alla S do Senna. Vettel attende il giro 27 per montare gomme medie: il tedesco rientra in gara nono. Al ventinovesimo giro Bottas passa Romain Grosjean per il sesto posto. Grosjean e il compagno di team Kevin Magnussen sono passati anche da Vettel.
Räikkönen effettua la sosta al trentunesimo giro, tornando in pista settimo, dietro a Vettel. Il tedesco, incapace di passare Bottas, cede poi la posizione al compagno di team. Al trentacinquesimo giro Verstappen effettua il suo pit stop: al comando si trova Daniel Ricciardo, che precede Hamilton, Verstappen, Bottas, Räikkönen e Vettel. Al trentanovesimo passaggio Ricciardo effettua il suo cambio gomme, optando per le soft. Nello stesso giro Verstappen passa a condurre la gara, grazie al sorpasso su Lewis Hamilton.
Ricciardo cerca di passare Vettel, mentre Räikkönen mette pressione a Bottas. Al giro 42 Verstappen subisce un tentativo di sorpasso da parte di Esteban Ocon, doppiato. I due vanno a contatto alla seconda curva, con l'olandese che va in testa coda e danneggia la sua monoposto. Hamilton passa di nuovo al comando. Nel frattempo Räikkönen ha passato Bottas, e si porta al terzo posto. La direzione di gara infligge a Ocon uno stop and go di dieci secondi. Al giro 46 Ricciardo ha la meglio su Vettel, e diventa quinto.
Al giro 53 Sebastian Vettel effettua la sua seconda sosta, per montare gomme supersoft. Il tedesco rientra in gara alle spalle di Leclerc, che però passa al giro 58, tornando sesto. Al giro seguente Ricciardo prende la quarta posizione, dopo avere superato Bottas alla prima curva. Il finlandese effettua subito la sua seconda sosta.
Nei giri finali Hamilton sembra cedere qualche decimo a Verstappen, venendo anche rallentato da qualche doppiaggio, mentre Ricciardo si avvicina a Räikkönen. La classifica rimane invariata, con la vittoria di Lewis Hamilton. La Mercedes si aggiudica il quinto titolo consecutivo riservato ai costruttori.

### Gran Premio di Abu Dhabi
Alla partenza Lewis Hamilton mantiene il comando della gara, davanti a Valtteri Bottas, Sebastian Vettel, Kimi Räikkönen, Charles Leclerc e Daniel Ricciardo; parte male Max Verstappen, solo nono, alle spalle di Esteban Ocon. Più dietro, nel corso del primo giro, Nico Hülkenberg, nel tentativo di passare Romain Grosjean, colpisce la vettura del francese: la sua Renault si alza in aria e ricade sulle barriere. Il pilota è incolume, ma la direzione di gara deve inviare in pista la safety car.
Alla ripartenza la classifica rimane invariata. Verstappen passa Ocon alla curva 7 ma, a causa di perdita di potenza del motore, l'olandese è ripassato dal francese, e anche dall'altro pilota della Force India, Sergio Pérez. Al quinto giro il pilota della Red Bull ripassa Pérez, e dopo una lunga lotta, al giro 6, ha la meglio anche su Ocon.
Nel sesto giro Leclerc è capace di superare Räikkönen, che arrivato sul rettilineo dei box, deve fermare, per un problema tecnico, la sua Ferrari. In questo caso viene imposto il regime di virtual safety car. Hamilton, Leclerc e Grosjean ne approfittano per effettuare il loro cambio gomme. Al momento in cui la gara riprende nella sua valenza agonistica la classifica recita Bottas primo, secondo Vettel, poi Ricciardo, Verstappen, Hamilton, Ocon e Pérez. Hamilton tenta di attaccare subito Verstappen, ma il pilota olandese riesce a difendere la sua posizione.
Al tredicesimo giro Carlos Sainz Jr. strappa l'ottava posizione a Marcus Ericsson. Due giri dopo Vettel effettua il suo pit stop, passando alle gomme supersoft, rientrando in gara sesto, alle spalle di Ocon (che si ferma per il cambio gomme al giro 18). Al giro 16 è il turno di Bottas (anche lui opta per le supersoft), mentre al giro 17 tocca a Verstappen abbandonare le hypersoft e montare le supersoft. Al comando si trova ora Daniel Ricciardo, davanti a Lewis Hamilton, Valtteri Bottas, Sebastian Vettel, Max Verstappen e Sainz Jr.. Sul tracciato arriva una leggere pioggia, che però non incide sulle prestazioni dei piloti.
Ricciardo attende il giro 33 per la sua sosta. L'australiano rientra in gara alle spalle di Verstappen, mentre Hamilton torna leader della gara. Bottas soffre di alcuni problemi tecnici, e viene passato da Vettel. Nei giri seguenti il pilota della Mercedes cede altre due posizioni, passato dai due piloti della Red Bull Racing. Bottas è costretto a una seconda sosta ai box, al giro 40.
Nella parte finale di gara Vettel cerca di ridurre la distanza da Hamilton, che però controlla agevolmente. Verstappen, a sua volta, non è in grado di ridurre il distacco da Vettel, mentre anche Ricciardo non ha lo spunto per attaccare il suo compagno di scuderia. Al giro 45 Esteban Ocon, con guasti alla power unit, è invitato a ritirarsi, ma la vettura si ferma nella corsia di entrata dei box, ostruendo in parte la carreggiata. Il giro dopo si ritira anche Pierre Gasly.
Lewis Hamilton festeggia la sua settantatreesima vittoria del mondiale, davanti a Sebastian Vettel e alle due Red Bull Racing.

## Risultati

### Risultato dei Gran Premi
| Nº | Gran Premio                   | Circuito          | Pole position    | Giro veloce      | Pilota vincitore | Scuderia vincitrice       | Resoconto |
| -- | ----------------------------- | ----------------- | ---------------- | ---------------- | ---------------- | ------------------------- | --------- |
| 1  | Gran Premio d'Australia       | Melbourne         | Lewis Hamilton   | Daniel Ricciardo | Sebastian Vettel | Ferrari                   | Resoconto |
| 2  | Gran Premio del Bahrein       | Sakhir            | Sebastian Vettel | Valtteri Bottas  | Sebastian Vettel | Ferrari                   | Resoconto |
| 3  | Gran Premio di Cina           | Shanghai          | Sebastian Vettel | Daniel Ricciardo | Daniel Ricciardo | Red Bull Racing-TAG Heuer | Resoconto |
| 4  | Gran Premio d'Azerbaigian     | Baku              | Sebastian Vettel | Valtteri Bottas  | Lewis Hamilton   | Mercedes                  | Resoconto |
| 5  | Gran Premio di Spagna         | Montmeló          | Lewis Hamilton   | Daniel Ricciardo | Lewis Hamilton   | Mercedes                  | Resoconto |
| 6  | Gran Premio di Monaco         | Monaco            | Daniel Ricciardo | Max Verstappen   | Daniel Ricciardo | Red Bull Racing-TAG Heuer | Resoconto |
| 7  | Gran Premio del Canada        | Montréal          | Sebastian Vettel | Max Verstappen   | Sebastian Vettel | Ferrari                   | Resoconto |
| 8  | Gran Premio di Francia        | Le Castellet      | Lewis Hamilton   | Valtteri Bottas  | Lewis Hamilton   | Mercedes                  | Resoconto |
| 9  | Gran Premio d'Austria         | Red Bull Ring     | Valtteri Bottas  | Kimi Räikkönen   | Max Verstappen   | Red Bull Racing-TAG Heuer | Resoconto |
| 10 | Gran Premio di Gran Bretagna  | Silverstone       | Lewis Hamilton   | Sebastian Vettel | Sebastian Vettel | Ferrari                   | Resoconto |
| 11 | Gran Premio di Germania       | Hockenheimring    | Sebastian Vettel | Lewis Hamilton   | Lewis Hamilton   | Mercedes                  | Resoconto |
| 12 | Gran Premio d'Ungheria        | Hungaroring       | Lewis Hamilton   | Daniel Ricciardo | Lewis Hamilton   | Mercedes                  | Resoconto |
| 13 | Gran Premio del Belgio        | Francorchamps     | Lewis Hamilton   | Valtteri Bottas  | Sebastian Vettel | Ferrari                   | Resoconto |
| 14 | Gran Premio d'Italia          | Monza             | Kimi Räikkönen   | Lewis Hamilton   | Lewis Hamilton   | Mercedes                  | Resoconto |
| 15 | Gran Premio di Singapore      | Singapore         | Lewis Hamilton   | Kevin Magnussen  | Lewis Hamilton   | Mercedes                  | Resoconto |
| 16 | Gran Premio di Russia         | Soči              | Valtteri Bottas  | Valtteri Bottas  | Lewis Hamilton   | Mercedes                  | Resoconto |
| 17 | Gran Premio del Giappone      | Suzuka            | Lewis Hamilton   | Sebastian Vettel | Lewis Hamilton   | Mercedes                  | Resoconto |
| 18 | Gran Premio degli Stati Uniti | Austin            | Lewis Hamilton   | Lewis Hamilton   | Kimi Räikkönen   | Ferrari                   | Resoconto |
| 19 | Gran Premio del Messico       | Città del Messico | Daniel Ricciardo | Valtteri Bottas  | Max Verstappen   | Red Bull Racing-TAG Heuer | Resoconto |
| 20 | Gran Premio del Brasile       | San Paolo         | Lewis Hamilton   | Valtteri Bottas  | Lewis Hamilton   | Mercedes                  | Resoconto |
| 21 | Gran Premio di Abu Dhabi      | Abu Dhabi         | Lewis Hamilton   | Sebastian Vettel | Lewis Hamilton   | Mercedes                  | Resoconto |

### Risultato delle qualifiche
| Nº | Pilota            |      |     |      |      |      |       |       |       |       |    |       |    |       |       |    |       |       |       |       |      |    |
| -- | ----------------- | ---- | --- | ---- | ---- | ---- | ----- | ----- | ----- | ----- | -- | ----- | -- | ----- | ----- | -- | ----- | ----- | ----- | ----- | ---- | -- |
| 2  | Stoffel Vandoorne | 11   | 14  | 14   | 16   | 11   | 12    | 15    | 17    | 14    | 17 | 18    | 15 | 20+30 | 17    | 18 | 15+5  | 19    | 17    | 15    | 20   | 18 |
| 3  | Daniel Ricciardo  | 8+3  | 4   | 6    | 4    | 6    | 1     | 6     | 5     | 7     | 6  | 19+20 | 12 | 8     | 19+30 | 6  | 18+40 | 15    | 4     | 1     | 11+5 | 5  |
| 5  | Sebastian Vettel  | 3    | 1   | 1    | 1    | 3    | 2     | 1     | 3     | 6+3   | 2  | 1     | 4  | 2     | 2     | 3  | 3     | 8     | 5+3   | 4     | 2    | 3  |
| 7  | Kimi Räikkönen    | 2    | 2   | 2    | 6    | 4    | 4     | 5     | 6     | 3     | 3  | 3     | 3  | 6     | 1     | 5  | 4     | 4     | 2     | 6     | 4    | 4  |
| 8  | Romain Grosjean   | 6    | 16  | 10   | 20+5 | 10   | 18+3  | 20    | 10    | 5     | 8  | 6     | 10 | 5     | 6     | 8  | 9     | 5     | 8     | 18+3  | 8    | 7  |
| 9  | Marcus Ericsson   | 17   | 17  | 20+5 | 18   | 17   | 16    | 18    | 15    | 18    | 15 | 13    | 14 | 13    | 18+10 | 14 | 10    | 20+15 | 16    | 10    | 6    | 12 |
| 10 | Pierre Gasly      | 20   | 5   | 17   | 17   | 12   | 10    | 19+10 | 14    | 12    | 14 | 20+30 | 6  | 10    | 9     | 15 | 17+35 | 7     | 19+35 | 20+20 | 9    | 17 |
| 11 | Sergio Pérez      | 12   | 12  | 8    | 8    | 15   | 9     | 10    | 13    | 15    | 12 | 10    | 18 | 4     | 14    | 7  | 8     | 9     | 10    | 13    | 12   | 14 |
| 14 | Fernando Alonso   | 10   | 13  | 13   | 12   | 8    | 7     | 14    | 16    | P     | 13 | 11    | 11 | 14    | 13    | 11 | 16+30 | 18    | 13    | 12    | 17   | 15 |
| 16 | Charles Leclerc   | 18   | 19  | 19   | 13   | 14   | 14    | 13    | 8     | 17+5  | 9  | 9     | 16 | 12    | 15    | 13 | 7     | 10    | 9     | 9     | 7    | 8  |
| 18 | Lance Stroll      | 13   | 20  | 18   | 10   | 18   | 17    | 16    | 19    | 13    | P  | 17    | P  | 16    | 10    | 20 | 14    | 14    | 15    | 17    | 19   | 20 |
| 20 | Kevin Magnussen   | 5    | 6   | 11   | 15   | 7    | 19    | 11    | 9     | 8     | 7  | 5     | 9  | 9     | 11    | 16 | 5     | 12    | 12    | 16    | 10   | 13 |
| 27 | Nico Hülkenberg   | 7    | 7   | 7    | 14+5 | 16   | 11    | 7     | 12    | 10    | 11 | 7     | 13 | 18+30 | 20+40 | 10 | 12    | 16    | 7     | 7     | 13   | 10 |
| 28 | Brendon Hartley   | 16   | 11  | 15   | 19   | 20+5 | 15    | 12    | 20+35 | 19+35 | P  | 16    | 8  | 11    | 16    | 17 | 20+40 | 6     | 20+40 | 14    | 16   | 16 |
| 31 | Esteban Ocon      | 14   | 8   | 12   | 7    | 13   | 6     | 8     | 11    | 11    | 10 | 15    | 17 | 3     | 8     | 9  | 6     | 11+3  | 6     | 11    | 18+5 | 9  |
| 33 | Max Verstappen    | 4    | 15  | 5    | 5    | 5    | 20+15 | 3     | 4     | 4     | 5  | 4     | 7  | 7     | 5     | 2  | 19+43 | 3     | 18+5  | 2     | 5    | 6  |
| 35 | Sergej Sirotkin   | 19   | 18  | 16   | 11   | 19+3 | 13    | 17    | 18    | 16    | P  | 12    | 19 | 15    | 12    | 19 | 13    | 17    | 14    | 19    | 14   | 19 |
| 44 | Lewis Hamilton    | 1    | 9+5 | 4    | 2    | 1    | 3     | 4     | 1     | 2     | 1  | 14    | 1  | 1     | 3     | 1  | 2     | 1     | 1     | 3     | 1    | 1  |
| 55 | Carlos Sainz Jr.  | 9    | 10  | 9    | 9    | 9    | 8     | 9     | 7     | 9     | 16 | 8     | 5  | 19+30 | 7     | 12 | 11    | 13    | 11    | 8     | 15   | 11 |
| 77 | Valtteri Bottas   | 15+5 | 3   | 3    | 3    | 2    | 5     | 2     | 2     | 1     | 4  | 2     | 2  | 17+30 | 4     | 4  | 1     | 2     | 3     | 5     | 3    | 2  |
| Nº | Pilota            |      |     |      |      |      |       |       |       |       |    |       |    |       |       |    |       |       |       |       |      |    |

| Legenda | + – Precede il numero di posizioni di penalità sulla griglia di partenza. § – Indica quei piloti che per penalità sono stati retrocessi in fondo alla griglia di partenza. P – Indica quei piloti che hanno preso il via dalla pit lane. |

## Classifiche

### Sistema di punteggio
| Posizione | 1ª | 2ª | 3ª | 4ª | 5ª | 6ª | 7ª | 8ª | 9ª | 10ª |
| Punti     | 25 | 18 | 15 | 12 | 10 | 8  | 6  | 4  | 2  | 1   |

### Classifica piloti
| Pos. | Pilota            |     |     |     |     |     |     |     |     |     |     |     |     |     |     |     |     |     |     |     |     |     | Punti |
| ---- | ----------------- | --- | --- | --- | --- | --- | --- | --- | --- | --- | --- | --- | --- | --- | --- | --- | --- | --- | --- | --- | --- | --- | ----- |
| 1    | Lewis Hamilton    | 2   | 3   | 4   | 1   | 1   | 3   | 5   | 1   | Rit | 2   | 1   | 1   | 2   | 1   | 1   | 1   | 1   | 3   | 4   | 1   | 1   | 408   |
| 2    | Sebastian Vettel  | 1   | 1   | 8   | 4   | 4   | 2   | 1   | 5   | 3   | 1   | Rit | 2   | 1   | 4   | 3   | 3   | 6   | 4   | 2   | 6   | 2   | 320   |
| 3    | Kimi Räikkönen    | 3   | Rit | 3   | 2   | Rit | 4   | 6   | 3   | 2   | 3   | 3   | 3   | Rit | 2   | 5   | 4   | 5   | 1   | 3   | 3   | Rit | 251   |
| 4    | Max Verstappen    | 6   | Rit | 5   | Rit | 3   | 9   | 3   | 2   | 1   | 15* | 4   | Rit | 3   | 5   | 2   | 5   | 3   | 2   | 1   | 2   | 3   | 249   |
| 5    | Valtteri Bottas   | 8   | 2   | 2   | 14* | 2   | 5   | 2   | 7   | Rit | 4   | 2   | 5   | 4   | 3   | 4   | 2   | 2   | 5   | 5   | 5   | 5   | 247   |
| 6    | Daniel Ricciardo  | 4   | Rit | 1   | Rit | 5   | 1   | 4   | 4   | Rit | 5   | Rit | 4   | Rit | Rit | 6   | 6   | 4   | Rit | Rit | 4   | 4   | 170   |
| 7    | Nico Hülkenberg   | 7   | 6   | 6   | Rit | Rit | 8   | 7   | 9   | Rit | 6   | 5   | 12  | Rit | 13  | 10  | 12  | Rit | 6   | 6   | Rit | Rit | 69    |
| 8    | Sergio Pérez      | 11  | 16  | 12  | 3   | 9   | 12  | 14  | Rit | 7   | 10  | 7   | 14  | 5   | 7   | 16  | 10  | 7   | 8   | Rit | 10  | 8   | 62    |
| 9    | Kevin Magnussen   | Rit | 5   | 10  | 13  | 6   | 13  | 13  | 6   | 5   | 9   | 11  | 7   | 8   | 16  | 18  | 8   | Rit | SQ  | 15  | 9   | 10  | 56    |
| 10   | Carlos Sainz Jr.  | 10  | 11  | 9   | 5   | 7   | 10  | 8   | 8   | 12  | Rit | 12  | 9   | 11  | 8   | 8   | 17  | 10  | 7   | Rit | 12  | 6   | 53    |
| 11   | Fernando Alonso   | 5   | 7   | 7   | 7   | 8   | Rit | Rit | 16* | 8   | 8   | 16* | 8   | Rit | Rit | 7   | 14  | 14  | Rit | Rit | 17  | 11  | 50    |
| 12   | Esteban Ocon      | 12  | 10  | 11  | Rit | Rit | 6   | 9   | Rit | 6   | 7   | 8   | 13  | 6   | 6   | Rit | 9   | 9   | SQ  | 11  | 14  | Rit | 49    |
| 13   | Charles Leclerc   | 13  | 12  | 19  | 6   | 10  | 18* | 10  | 10  | 9   | Rit | 15  | Rit | Rit | 11  | 9   | 7   | Rit | Rit | 7   | 7   | 7   | 39    |
| 14   | Romain Grosjean   | Rit | 13  | 17  | Rit | Rit | 15  | 12  | 11  | 4   | Rit | 6   | 10  | 7   | SQ  | 15  | 11  | 8   | Rit | 16  | 8   | 9   | 37    |
| 15   | Pierre Gasly      | Rit | 4   | 18  | 12  | Rit | 7   | 11  | Rit | 11  | 13  | 14  | 6   | 9   | 14  | 13  | Rit | 11  | 12  | 10  | 13  | Rit | 29    |
| 16   | Stoffel Vandoorne | 9   | 8   | 13  | 9   | Rit | 14  | 16  | 12  | 15* | 11  | 13  | Rit | 15  | 12  | 12  | 16  | 15  | 11  | 8   | 15  | 14  | 12    |
| 17   | Marcus Ericsson   | Rit | 9   | 16  | 11  | 13  | 11  | 15  | 13  | 10  | Rit | 9   | 15  | 10  | 15  | 11  | 13  | 12  | 10  | 9   | Rit | Rit | 9     |
| 18   | Lance Stroll      | 14  | 14  | 14  | 8   | 11  | 17  | Rit | 17* | 14  | 12  | Rit | 17  | 13  | 9   | 14  | 15  | 17  | 14  | 12  | 18  | 13  | 6     |
| 19   | Brendon Hartley   | 15  | 17  | 20* | 10  | 12  | 19* | Rit | 14  | Rit | Rit | 10  | 11  | 14  | Rit | 17  | Rit | 13  | 9   | 14  | 11  | 12  | 4     |
| 20   | Sergej Sirotkin   | Rit | 15  | 15  | Rit | 14  | 16  | 17  | 15  | 13  | 14  | Rit | 16  | 12  | 10  | 19  | 18  | 16  | 13  | 13  | 16  | 15  | 1     |
| Pos. | Pilota            |     |     |     |     |     |     |     |     |     |     |     |     |     |     |     |     |     |     |     |     |     | Punti |

| Legenda | 1º posto     | 2º posto | 3º posto    | A punti         | Senza punti/Non class.  | Grassetto – Pole position Corsivo – Giro più veloce |
| Legenda | Squalificato | Ritirato | Non partito | Non qualificato | Solo prove/Terzo pilota | Grassetto – Pole position Corsivo – Giro più veloce |

* – Indica i piloti ritirati ma ugualmente classificati avendo coperto, come previsto dal regolamento, almeno il 90% della distanza di gara.

### Classifica costruttori
| Pos. | Costruttore               | Pilota     |     |     |     |      |      |     |     |      |     |     |     |     |     |     |     |     |     |     |     |     |     | Punti    |
| ---- | ------------------------- | ---------- | --- | --- | --- | ---- | ---- | --- | --- | ---- | --- | --- | --- | --- | --- | --- | --- | --- | --- | --- | --- | --- | --- | -------- |
| 1    | Mercedes                  | Hamilton   | 2   | 3   | 4   | 1    | 1    | 3   | 5   | 1    | Rit | 2   | 1   | 1   | 2   | 1   | 1   | 1   | 1   | 3   | 4   | 1   | 1   | 655      |
| 1    | Mercedes                  | Bottas     | 8   | 2   | 2   | 14*  | 2    | 5   | 2   | 7    | Rit | 4   | 2   | 5   | 4   | 3   | 4   | 2   | 2   | 5   | 5   | 5   | 5   | 655      |
| 2    | Ferrari                   | Vettel     | 1   | 1   | 8   | 4    | 4    | 2   | 1   | 5    | 3   | 1   | Rit | 2   | 1   | 4   | 3   | 3   | 6   | 4   | 2   | 6   | 2   | 571      |
| 2    | Ferrari                   | Räikkönen  | 3   | Rit | 3   | 2    | Rit  | 4   | 6   | 3    | 2   | 3   | 3   | 3   | Rit | 2   | 5   | 4   | 5   | 1   | 3   | 3   | Rit | 571      |
| 3    | Red Bull Racing-TAG Heuer | Ricciardo  | 4   | Rit | 1   | Rit  | 5    | 1   | 4   | 4    | Rit | 5   | Rit | 4   | Rit | Rit | 6   | 6   | 4   | Rit | Rit | 4   | 4   | 419      |
| 3    | Red Bull Racing-TAG Heuer | Verstappen | 6   | Rit | 5   | Rit  | 3    | 9   | 3   | 2    | 1   | 15* | 4   | Rit | 3   | 5   | 2   | 5   | 3   | 2   | 1   | 2   | 3   | 419      |
| 4    | Renault                   | Hülkenberg | 7   | 6   | 6   | Rit  | Rit  | 8   | 7   | 9    | Rit | 6   | 5   | 12  | Rit | 13  | 10  | 12  | Rit | 6   | 6   | Rit | Rit | 122      |
| 4    | Renault                   | Sainz Jr.  | 10  | 11  | 9   | 5    | 7    | 10  | 8   | 8    | 12  | Rit | 12  | 9   | 11  | 8   | 8   | 17  | 10  | 7   | Rit | 12  | 6   | 122      |
| 5    | Haas-Ferrari              | Grosjean   | Rit | 13  | 17  | Rit  | Rit  | 15  | 12  | 11   | 4   | Rit | 6   | 10  | 7   | SQ  | 15  | 11  | 8   | Rit | 16  | 8   | 9   | 93       |
| 5    | Haas-Ferrari              | Magnussen  | Rit | 5   | 10  | 13   | 6    | 13  | 13  | 6    | 5   | 9   | 11  | 7   | 8   | 16  | 18  | 8   | Rit | SQ  | 15  | 9   | 10  | 93       |
| 6    | McLaren-Renault           | Alonso     | 5   | 7   | 7   | 7    | 8    | Rit | Rit | 16*  | 8   | 8   | 16* | 8   | Rit | Rit | 7   | 14  | 14  | Rit | Rit | 17  | 11  | 62       |
| 6    | McLaren-Renault           | Vandoorne  | 9   | 8   | 13  | 9    | Rit  | 14  | 16  | 12   | 15* | 11  | 13  | Rit | 15  | 12  | 12  | 16  | 15  | 11  | 8   | 15  | 14  | 62       |
| 7    | Force India-Mercedes      | Pérez      |     |     |     |      |      |     |     |      |     |     |     |     | 5   | 7   | 16  | 10  | 7   | 8   | Rit | 10  | 8   | 52       |
| 7    | Force India-Mercedes      | Ocon       |     |     |     |      |      |     |     |      |     |     |     |     | 6   | 6   | Rit | 9   | 9   | SQ  | 11  | 14  | Rit | 52       |
| 8    | Sauber-Ferrari            | Ericsson   | Rit | 9   | 16  | 11   | 13   | 11  | 15  | 13   | 10  | Rit | 9   | 15  | 10  | 15  | 11  | 13  | 12  | 10  | 9   | Rit | Rit | 48       |
| 8    | Sauber-Ferrari            | Leclerc    | 13  | 12  | 19  | 6    | 10   | 18* | 10  | 10   | 9   | Rit | 15  | Rit | Rit | 11  | 9   | 7   | Rit | Rit | 7   | 7   | 7   | 48       |
| 9    | Scuderia Toro Rosso-Honda | Hartley    | 15  | 17  | 20* | 10   | 12   | 19* | Rit | 14   | Rit | Rit | 10  | 11  | 14  | Rit | 17  | Rit | 13  | 9   | 14  | 11  | 12  | 33       |
| 9    | Scuderia Toro Rosso-Honda | Gasly      | Rit | 4   | 18  | 12   | Rit  | 7   | 11  | Rit  | 11  | 13  | 14  | 6   | 9   | 14  | 13  | Rit | 11  | 12  | 10  | 13  | Rit | 33       |
| 10   | Williams-Mercedes         | Stroll     | 14  | 14  | 14  | 8    | 11   | 17  | Rit | 17*  | 14  | 12  | Rit | 17  | 13  | 9   | 14  | 15  | 17  | 14  | 12  | 18  | 13  | 7        |
| 10   | Williams-Mercedes         | Sirotkin   | Rit | 15  | 15  | Rit  | 14   | 16  | 17  | 15   | 13  | 14  | Rit | 16  | 12  | 10  | 19  | 18  | 16  | 13  | 13  | 16  | 15  | 7        |
| SQ   | Force India-Mercedes      | Pérez      | 11‡ | 16‡ | 12‡ | 3‡   | 9‡   | 12‡ | 14‡ | Rit‡ | 7‡  | 10‡ | 7‡  | 14‡ |     |     |     |     |     |     |     |     |     | 0‡ (59)‡ |
| SQ   | Force India-Mercedes      | Ocon       | 12‡ | 10‡ | 11‡ | Rit‡ | Rit‡ | 6‡  | 9‡  | Rit‡ | 6‡  | 7‡  | 8‡  | 13‡ |     |     |     |     |     |     |     |     |     | 0‡ (59)‡ |
| Pos. | Costruttore               | Pilota     |     |     |     |      |      |     |     |      |     |     |     |     |     |     |     |     |     |     |     |     |     | Punti    |

| Legenda | Grassetto – Pole position Corsivo – Giro più veloce | 1º posto     | 2º posto | 3º posto    | A punti         | Senza punti |
| Legenda | Grassetto – Pole position Corsivo – Giro più veloce | Squalificato | Ritirato | Non partito | Non qualificato |             |

 * – Indica i piloti ritirati ma ugualmente classificati avendo coperto, come previsto dal regolamento, almeno il 90% della distanza di gara.
(‡) A seguito del cambio denominazione al team sono stati azzerati tutti i punti conquistati prima del Gran Premio del Belgio.